# Усть-Чорна
Усть-Чо́рна (раніше нім. Königsfeld) — селище в Україні, центр Усть-Чорнянської селищної громади Тячівського району Закарпатської області.

## Географія

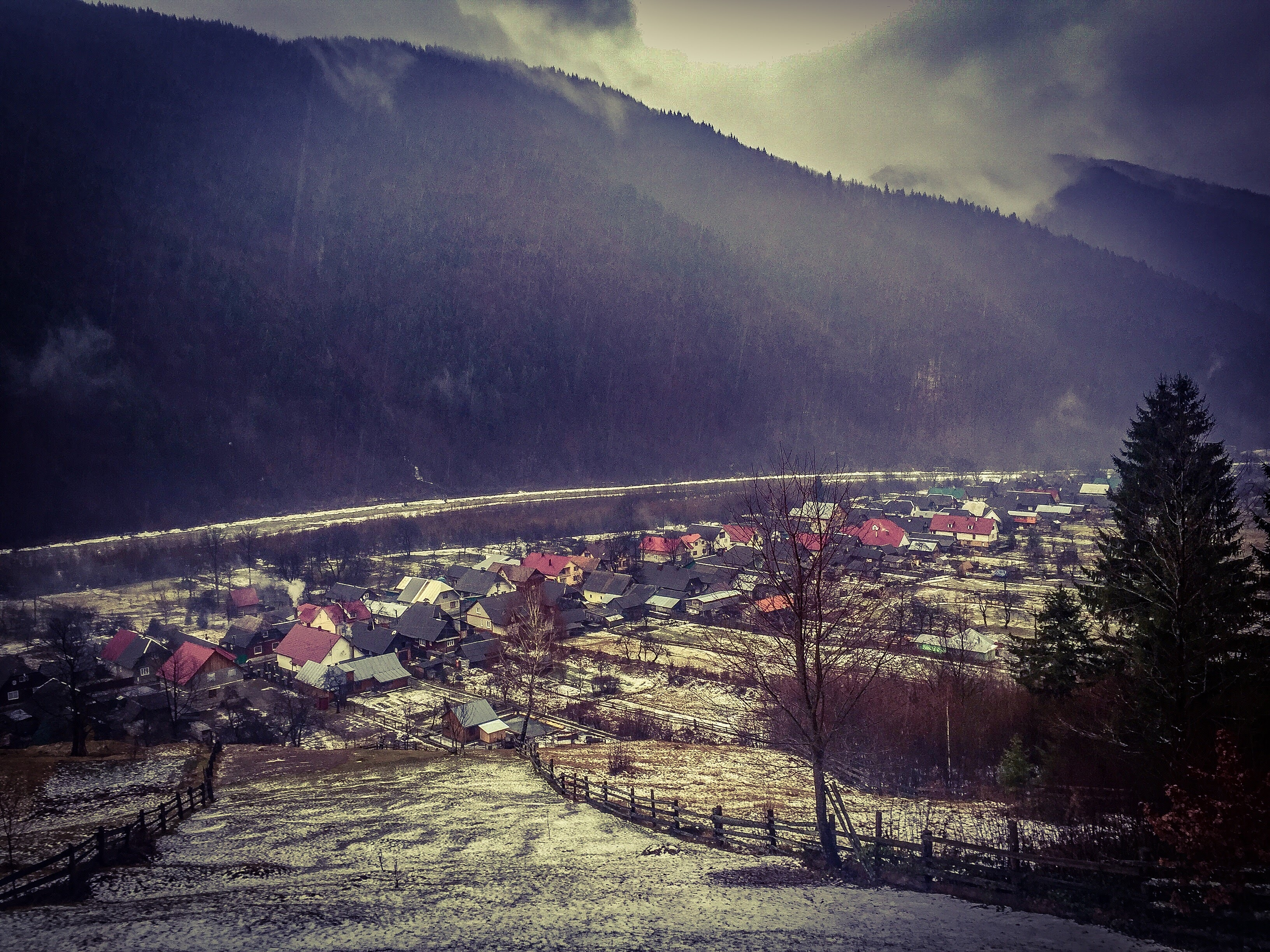
Зимовий вид на Усть-Чорну

Розташоване в горішній частині річки Тересви на висоті 526 метрів над рівнем моря, за 60 км від райцентру (місто Тячів) та за 190 км від обласного центру (місто Ужгород), у вузькій улоговині на стику трьох гірських масивів: Внутрішніх Ґорґан (на півночі), Свидівця (на сході) та хребта Красна (на заході). Сусідні села: Лопухів, Красна, Німецька Мокра і Руська Мокра.
На північно-західній околиці села річка Занева впадає у Мокрянку.
На південному сході від села річка Бобрука впадає у Тересву.

## Населення
Станом на 2016 рік в Усть-Чорній проживають 1 543 мешканці, у 2012 році — 1 486 мешканців та 438 домогосподарств, а у 1966 році населення складало 4 800 жителів .
За даними перепису 2001 року німецьку як рідну мову вказали 4,33% населення села.

### Мова
Розподіл населення за рідною мовою за даними перепису 2001 року:
| Мова       | Кількість | Відсоток |
| ---------- | --------- | -------- |
| українська | 1358      | 93.27%   |
| німецька   | 63        | 4.32%    |
| російська  | 22        | 1.51%    |
| угорська   | 11        | 0.76%    |
| словацька  | 2         | 0.14%    |
| Усього     | 1456      | 100%     |

## Походження назви села

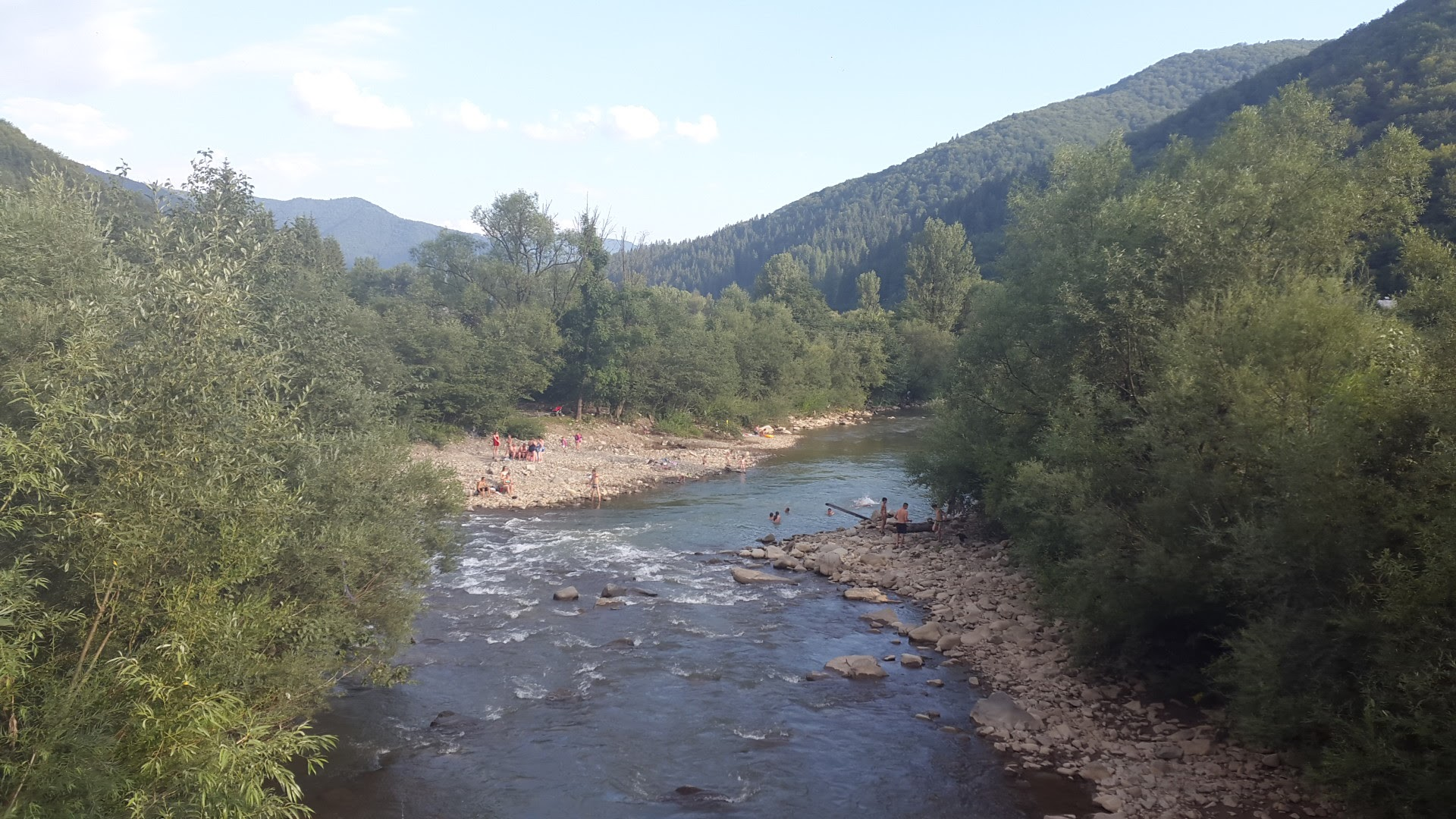
Злиття річок Брустурянка і Мокрянка

Німці-переселенці, які приїхали освоювати землі у верхів'ї Карпат у 1815 році опинилися на розширеній частині долини. Місцевість вразила їх своєю красою і самобутністю, а поле серед гір виглядало вигідним місцем для заснування нового поселення. Тому, побачивши цю красу німці сказали: «Це поле для королів». Відтак село отримало назву Кеніґсфельд (по-німецьки "Королівське Поле"). Спочатку було збудовано 8 хат і каплицю римо-католицької церкви, а з часом межі села розширили.
Щодо сучасної назви селища, то воно згадується в архівних документах від 1945 (тобто, після закінчення Другої світової війни та переходу Закарпаття зі складу Чехословаччини до складу СРСР. Складається із двох слів: «Усть» — місце, де зливаються воєдино річки Брустурянка та Мокрянка, а також південніше впадає Чорний струмок, який отримав назву через густі ліси, які здавалися темними на берегах потічка, який несе свої води через центр села .

## Історія

### Австрійський, австро-угорський і чехословацький періоди

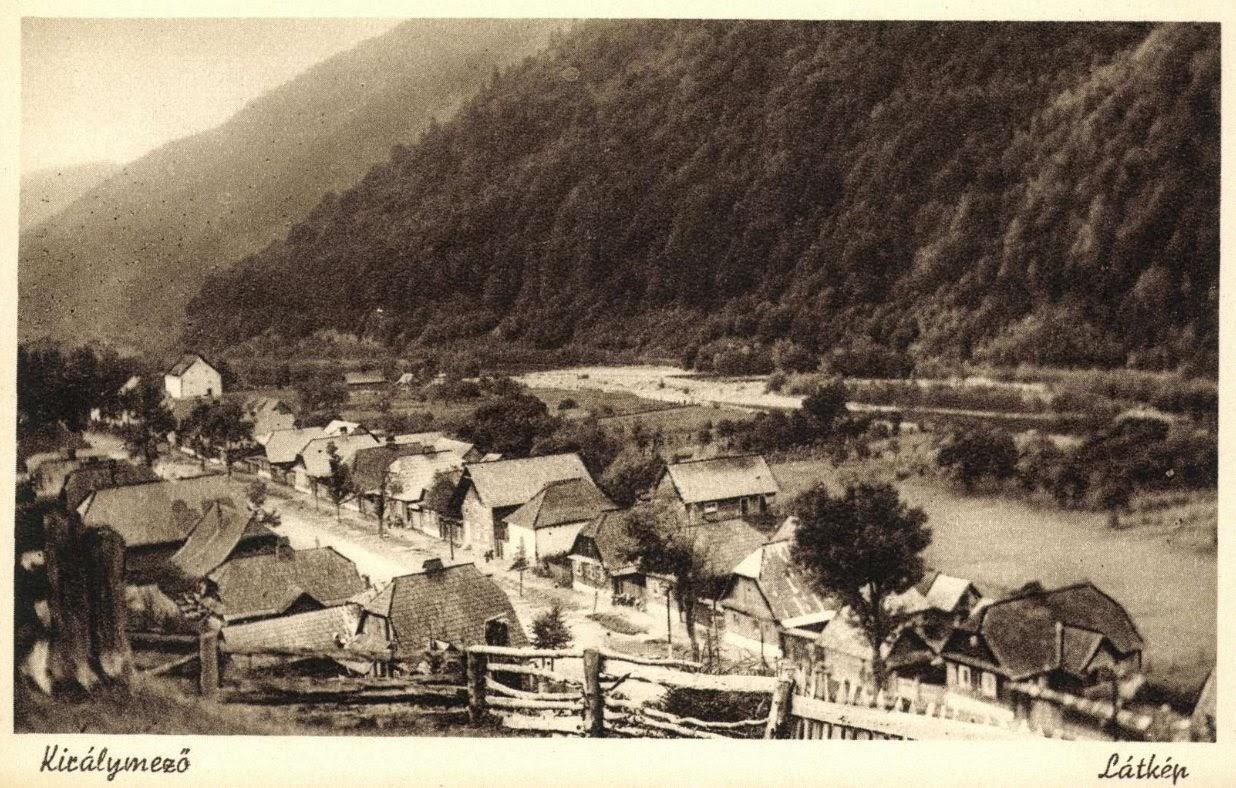
Вид на Усть-Чорну з пагорба (1942 рік)

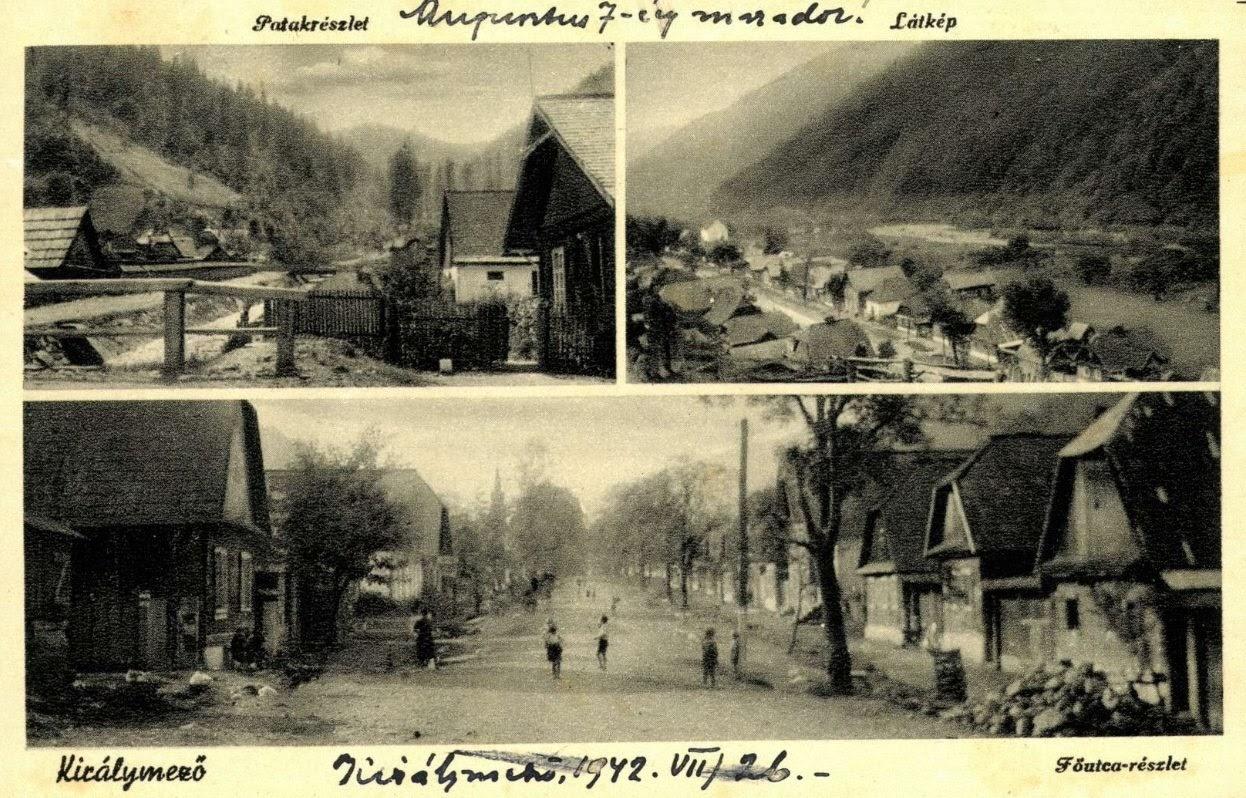
Колаж із фотографій Усть-Чорної (1942 рік)

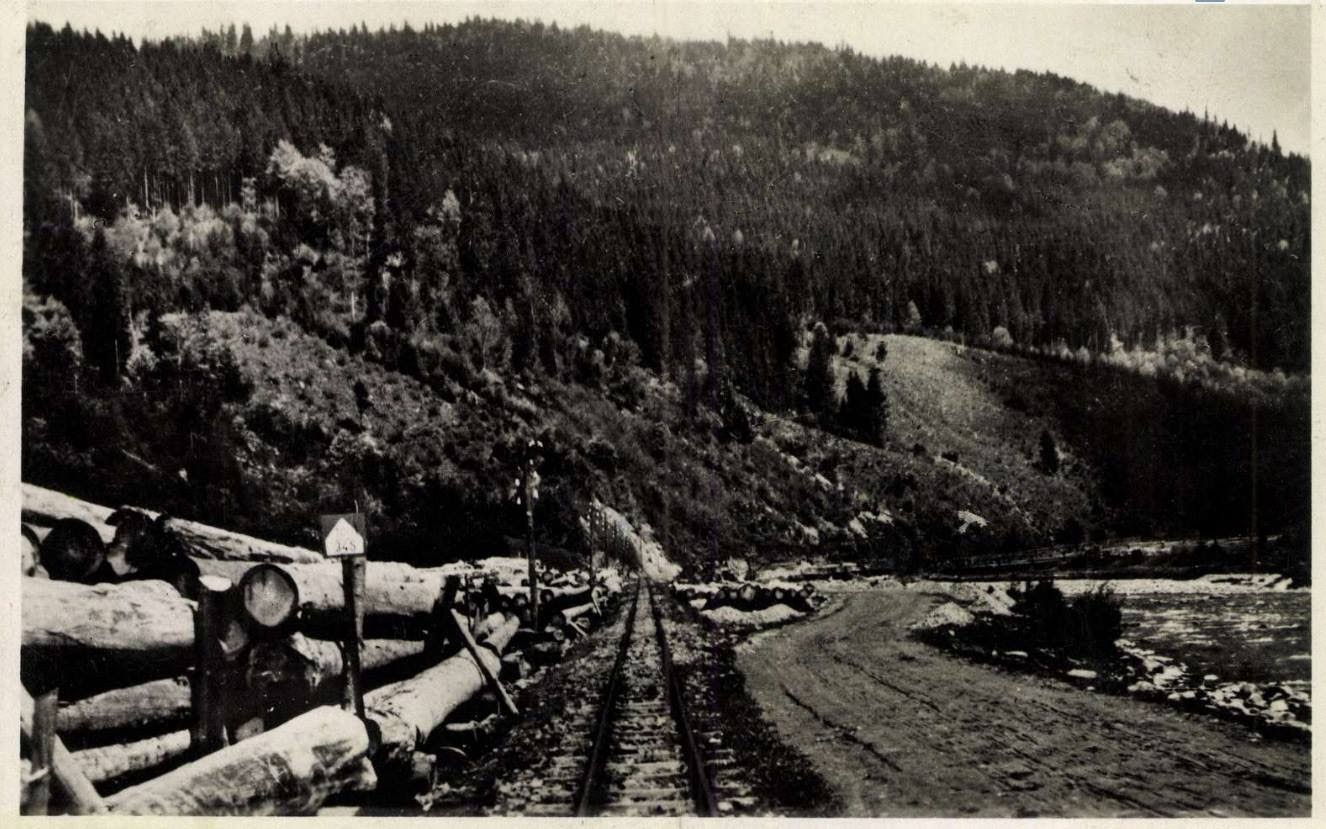
Відтинок Усть-Чорнянської залізниці (1942 рік)

Історія села розпочинається у 1775 році, коли сюди за наказом імператриці Австро-Угорської імперії, Марії-Терезії, направили 108 сімей лісорубів для освоєння лісу та будівництва. Перші німці-переселенці (майстри по деревообробці та інші спеціалісти з лісової галузі) прийшли сюди на проживання із австрійських районів Ебен Зес, Бад Ішл, Гоізерн. Нові мешканці заготовляли та сплавляли ліс аж до Австро-Угорської імперії. Розбудовувати селище почали від моста через Чорний потік і далі в напрямку до Руської Мокрої. Коли чисельність населення зросла, то будівництво розпочали у напрямку села Красна .
Його назва була написана в 1838 році як Vallis Regia.
Інші згадки: 1850 — Királymező, 1852 та 1853 — Königsfeld, 1877 — Királymező, 1882 — Királymező, 1892 — Királymező (Uscsarna), 1913 — Királymező, 1925 — Užčorná, 1930 — Ust’čorna, 1944 — Királymező, Устчорна, 1983 — Усть-Чорна.
Німці-переселенці, які приїхали освоювати землі у верхів'ї Карпат у 1815 році опинилися на розширеній частині долини. Місцевість вразила їх своєю красою і самобутністю, а поле серед гір виглядало вигідним місцем для заснування нового поселення. Тому, побачивши цю красу німці сказали: «Це поле для королів». Відтак село отримало назву Кеніґсфельд (по-німецьки "Королівське Поле"). Спочатку було збудовано 8 хат і каплицю римо-католицької церкви, а з часом межі села розширили.
1929 рік ознаменувався побудовою вузькоколійки з Дубового до Усть-Чорної чехословацькою владою. Проіснувала дана вузькоколійка до 90-х років ХХ століття, а потім її змила повінь у 1999 році. До 2001 року повністю зруйнована.

### Радянський період
У 1950 році на базі колишніх лісових управ утворено Усть-Чорнянський лісокомбінат. Він вважався гігантом у своїй галузі до 1995 року. Лісокомбінат працевлаштовував молодь, займався лісовим господарством, лісозаготівлею, переробкою деревини, нові лісопосадки на місці лісосік, тощо. Усть-Чорнянський лісокомбінат мав у підпорядкуванні 12 лісництв, 5 лісопунктів, вузькоколійна залізниця, транспортно-ремонтний цех та відділ капітального будівництва, а також нижній склад у селищі Тересва. Історія лісокомбінату закінчується в часи незалежності України, а після реорганізації (1996 рік) утворено Усть-Чорнянське державне лісомисливське господарство МП «ЛісІнвест». Зрештою, утворилися два відділення державного лісомисливського господарства — Брустурянське (Лопухівське) і Мокрянське.
1977 року на території села стало на одне велике підприємство більше — відкрився філіал Київського заводу реле та автоматики. В нього входили цехи з термальної обробки металів та інструментальний .

### Життя за часів незалежності України

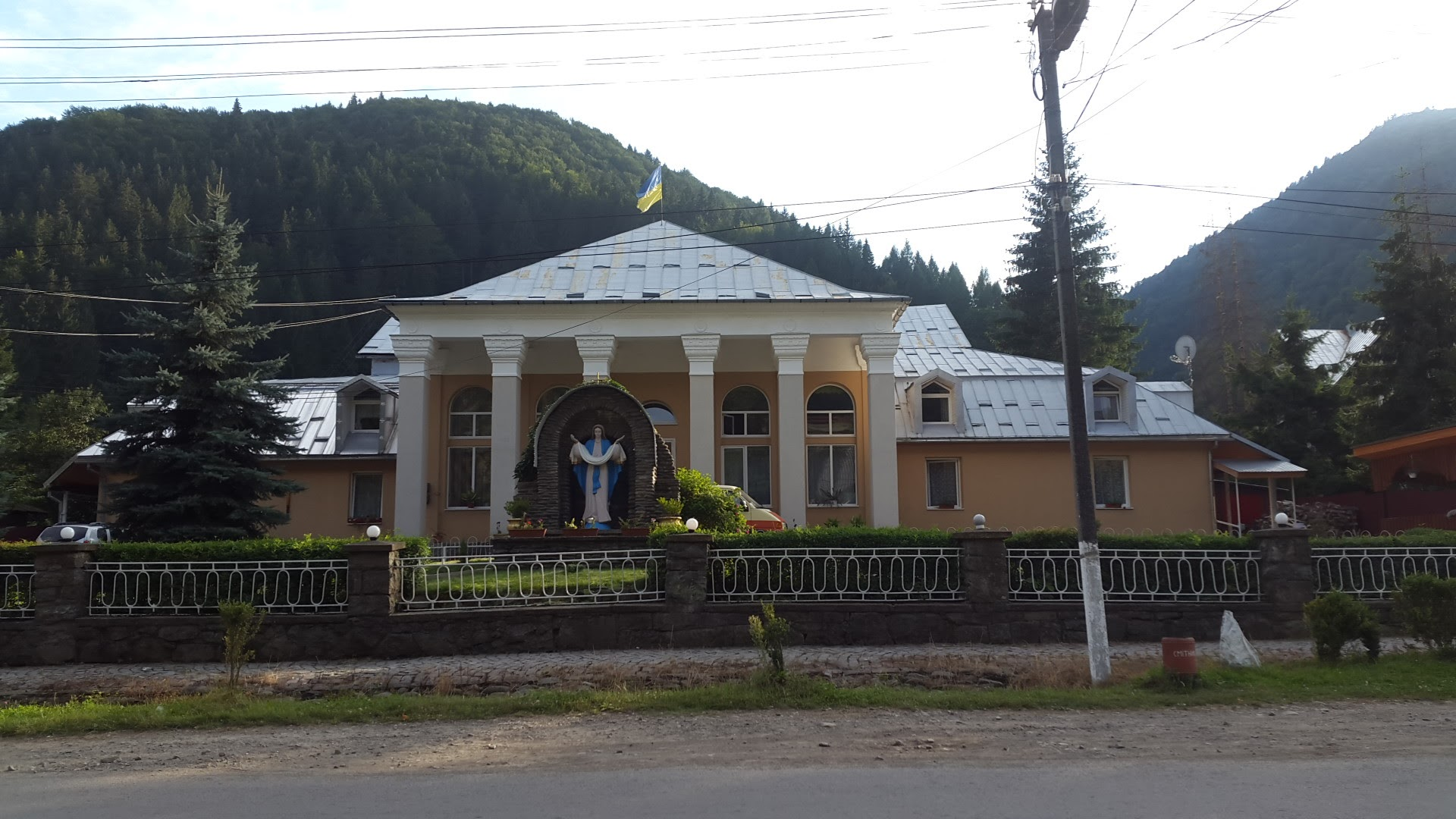
Будинок милосердя (для пристарілих)

З 2004 року в Усть-Чорній відкрито будинок милосердя людей похилого віку. Єдиний будинок такого типу на весь Тячівський район, є спільним проектом Остравсько-Опавської Єпархіальної благодійної організації та благодійного фонду ім. Олександра Хіри. В ньому проживають 14 осіб похилого віку, а з 2014 року — 20.
З 2008 року в Усть-Чорній сформований окремий пост державної пожежної охорони смт. Усть-Чорна. Ще за часів існування лісокомбінату створено футбольну команду «Лісоруб» (з 2000 року «Усть-Чорна»). Проведено три чемпіонати на кубок І. В. Чуси — Героя Соціалістичної праці. В селищі функціонує міні-хлібопекарня (хліб на дровах), яка відкрита українсько-австрійським товариством «Кьоніґсфелд», є хостели, кафе і магазини .

## Освіта

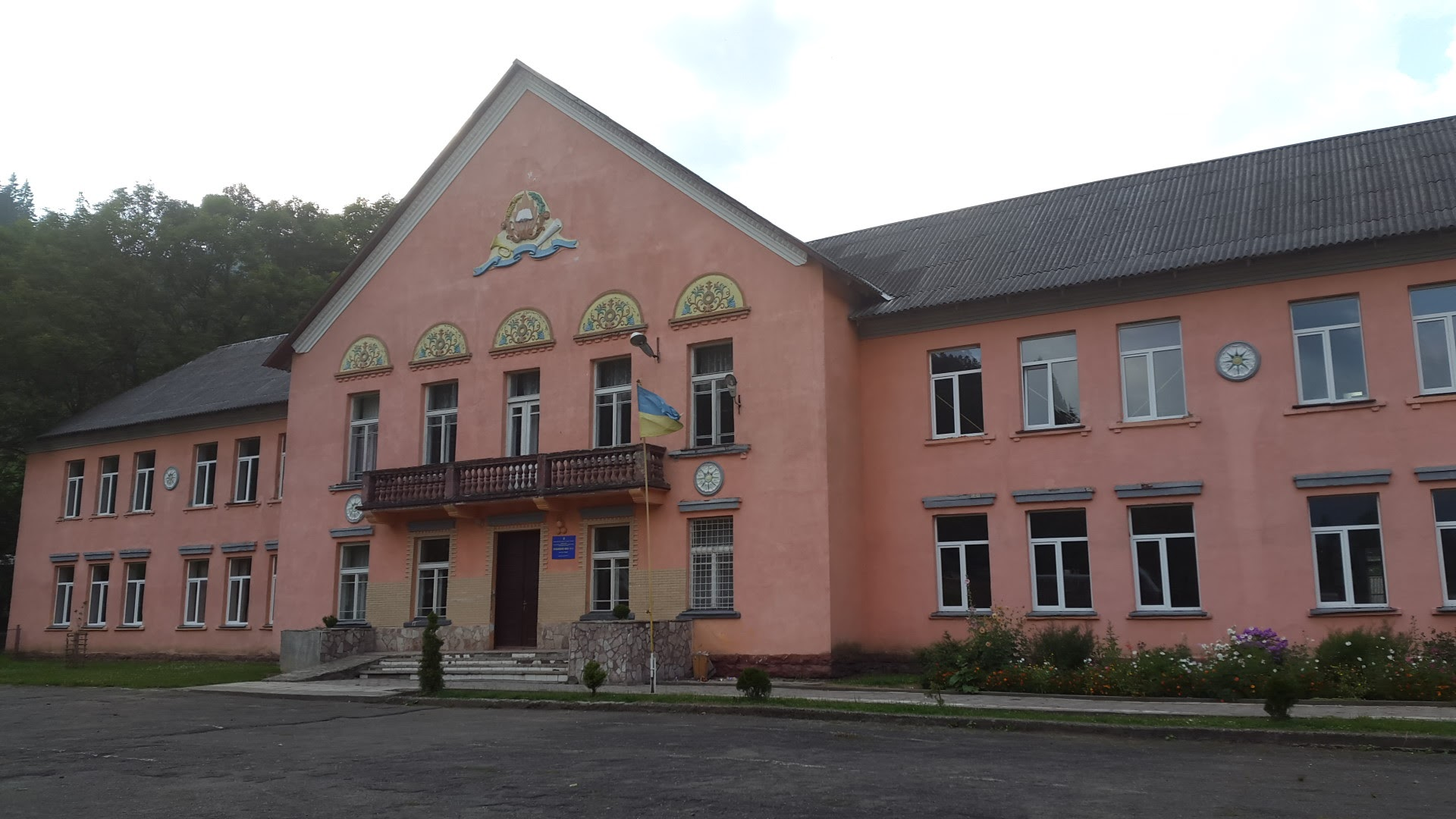
Усть-чорнянська загальноосвітня школа

У 1956 році у селищі відкрито середню школу, де навчались учні не лише з Усть-Чорної, а й з навколишніх сіл (Лопухів, Руська Мокра та Німецька Мокра). Станом на 2012 рік в загальноосвітній школі І-ІІІ ступенів навчалося 269 учнів.
У 1986 році відкрито міжшкільну навчально-виробничу майстерню для учнів 10-11 класів Усть-Чорнянської та Лопухівської загальноосвітніх шкіл з профільним навчанням: швейна справа, народні художні промисли, столярна справа. В селі також функціонує дитячий садок «Теремок».

## Лікарня
У селищі знаходиться та діє дільнична лікарня на 85 місць. При лікарні відкрито бальнеологічне відділення для людей із захворюваннями периферійної нервової системи. В 90-х роках на території селища започаткували ряд приватних оздоровчих комплексів, які мають на меті покращити здоров'я відпочивальників.

## Релігія

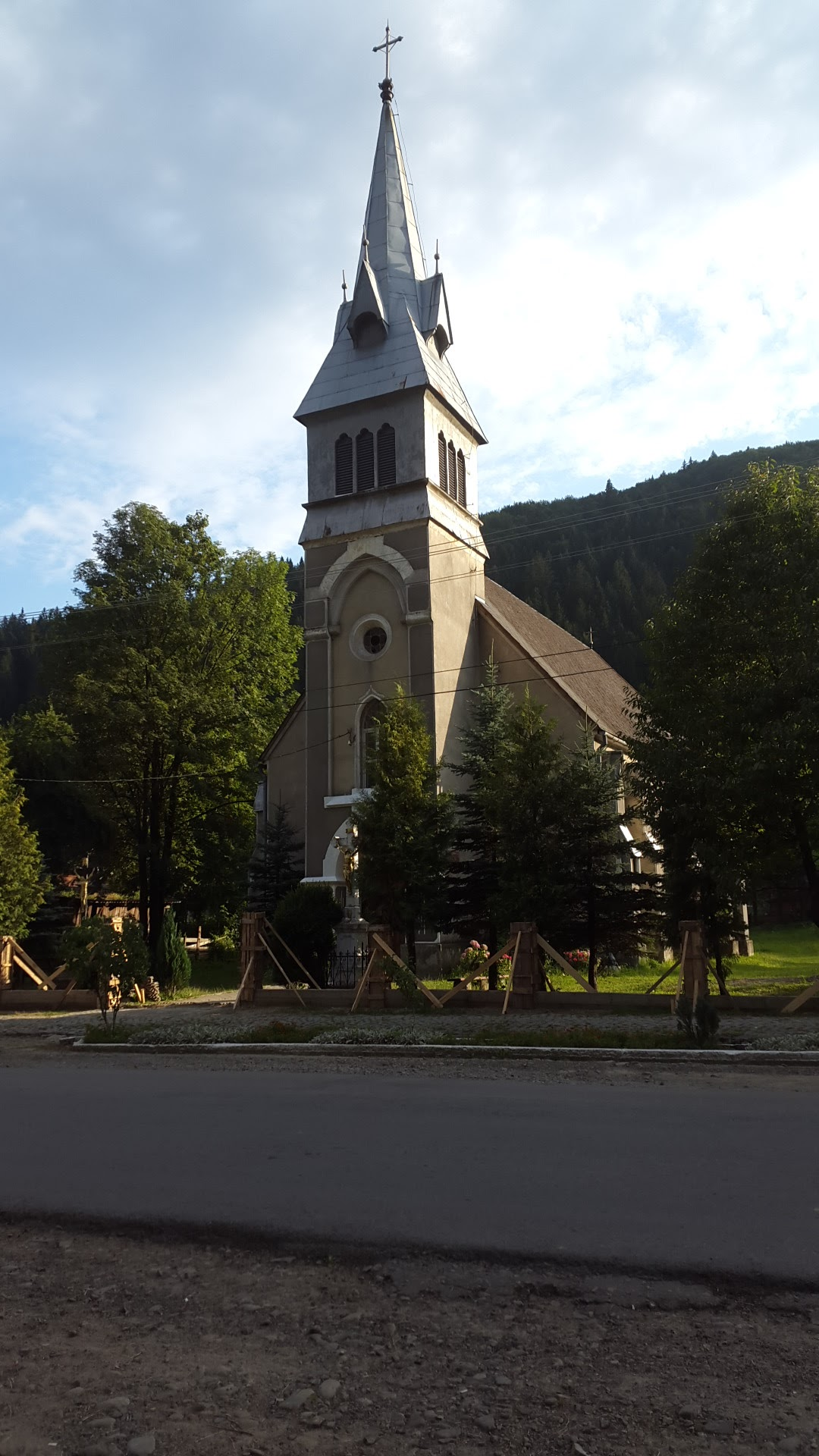
Костел Марії Магдалини (вид на центральний вхід)

### Храм св.Марії Магдалини
Оскільки перші поселенці сповідували католицьку віру, то богослужіння велося на німецькій мові і лише за римо-католицьким обрядом. 1815 рік — зведення каплички римо-католицької церкви. 1890 рік — побудовано костел Марії-Магдалини у готичному стилі, що зберігся і по нині. По завершенню будівництва церкви у ній встановили на хорах орган. Костел, який є архітектурною пам'яткою, функціонує і сьогодні, де проводяться паралельні богослужіння римо-католиків та греко-католиків .   
Службу проводив священик-біритуаліст о. Петер Креніцкі, а для літургії за східним обрядом виносяться образи Христа і Богородиці, намальовані художницею з Пряпіева Ангелікою Недорощик.
За ініціативою о. Петера Креніцкого на честь 2000-ліття Різдва Христового з річкового каміння спорудили ювілейну каплицю.
Упродовж року в каплиці поперемінно будуть виставлені шість образів, що зображують основні події церковного року. Намалював образи місцевий художник Василь Шимків.
У 2006 році, за фундації о. Петра  Креніцького, розпочалися роботи з розпису храму. Проект та орнаментальне оздоблення - Цуп Андрій (м. Тернопіль), орнаментальне оздоблення Проців Володимир (м. Тернопіль). Завершився розпис цього ж року.

## Туристичні атракції
- Цей населений пункт був відомий завдяки джерелу мінеральної води. Його першим офіційним відкривачем став окружний лікар Й. Платіні ще у 1780-х рр. Відомий дослідник Л. Тогніо вважав, що вода такого складу і якості рідкість у всьому світі, а розгортання повноцінної лікувально-оздоровчої діяльності на її основі було б справжнім “благословенням” для людей. У 1876 р. на конференції доповідачі зітхали: одна проблема — відсутність інфраструктури і транспортної доступності. Населення на той час було 549 ос. Джерело було за 100 кроків від населеного пункту, на березі Брустурянки. На його основі казна збудувала невеликий однокімнатний дерев`яний купіль, призначений для своїх працівників (лісового господарства). На 1936 р. він складався вже із 3-х ванних та 1-ї гостьової кімнат [7];

- свято Шайблики;

- ботанічний заказник «Керничний»;

- іхтіологічний заказник «Усть-Чорна»;

- заповідне урочище «Усть-Чорнянські праліси».

## Звичай «Шайблики»
Приїхавши на Закарпаття, австрійці привезли до Усть-Чорної давню традицію святкування періоду літнього сонцестояння — Sonnenwende. Це свято тут називається Шайблики і чимось нагадує традиційне українське свято Івана Купала. Наприклад, обов’язковим обрядовим елементом обох свят є ватра. Святкують Шайблики три дні: з 21 по 23 червня.
У Австрії традиція святкувати Sonnenwende і досі дуже поширена, а саме свято, яке щорічно збирає в різних регіонах країни чимало туристів, є нематеріальною спадщиною ЮНЕСКО. Та закарпатські австрійці мають свою, унікальну традицію святкування і зберігають її з давніх часів.
Суть святкування — запалити у великій ватрі дерев'яний «шайблик» (схожий на шайбу) і вдарити ним об поміст, щоб шайблик крутився і летів у прірву. Тут більше як 220 років «б’ють» шайблики — з часу заснування села Усть-Чорна.
До Шайбликів починають готуватися заздалегідь: на пагорбі закопують у землю два стовпці (один трохи вище за інший), на яких встановлюють дошку, спорудивши щось на кшталт трампліна. З твердих порід дерева витесують шайблик. Шайблик — це дерев’яний квадратик 10х10 см, який витесують вручну. Він має всередині дірку. Шайблик надягають на палицю. Старші люди, молодь та діти запікають дерев’яні квадратики над вогнищем, а тоді під певним кутом запускають їх в повітря. Коли квадратик розжарюється і починає яскраво світитися у темряві, учасник дійства підходить до дошки-трампліна або ж лавиці, розмахується і б’є по ній палицею із шайбликом. Потрібно вдарити так, щоб шайблик злетів з палиці, пролетів якнайдалі у повітрі і впав на землю, залишаючи за собою яскравий слід з вогняних іскор. На шайбликах досить часто записували свої бажання, здійснення яких залежало від сили та правильності удару шайбликом по дошці. Іноді удар присвячували комусь — наприклад, хлопець бив для дівчини, яка йому подобалась, і навпаки. Вдарити можна було лише раз.

## Природоохоронні території
На північ від селища розташований ботанічний заказник «Керничний», на південь — іхтіологічний заказник «Усть-Чорна», а на південний захід — заповідне урочище «Усть-Чорнянські праліси».

## Галерея

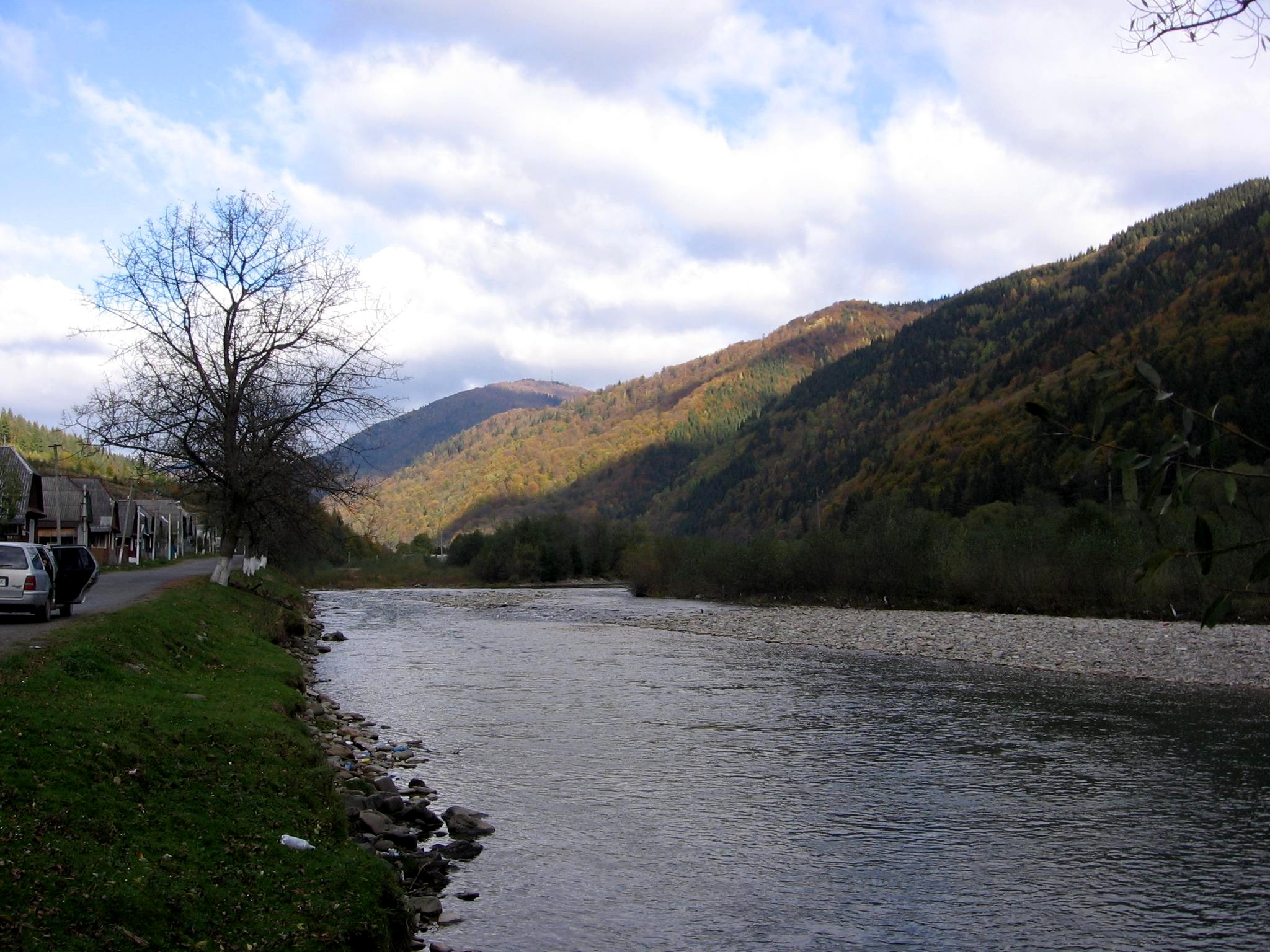
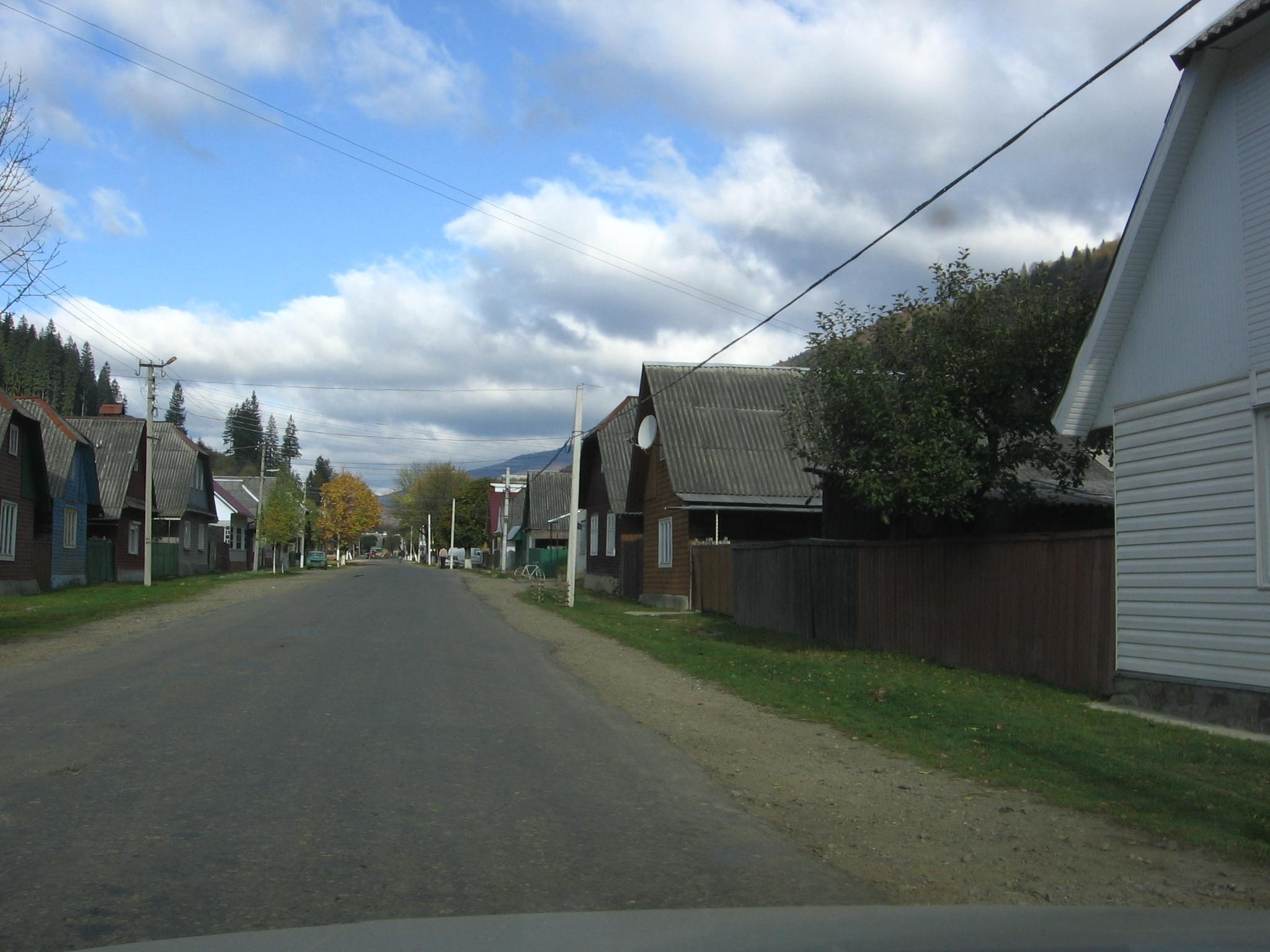
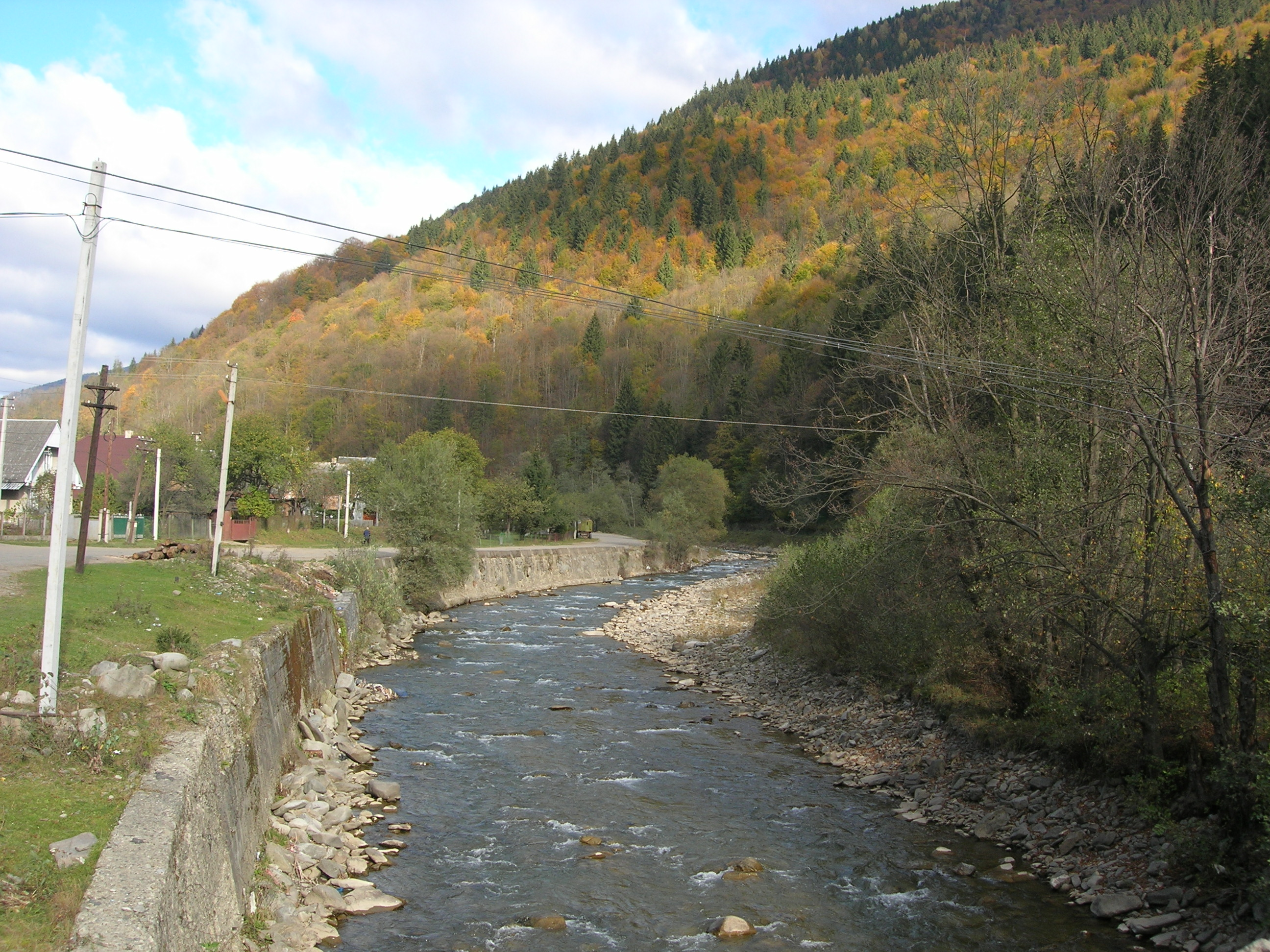
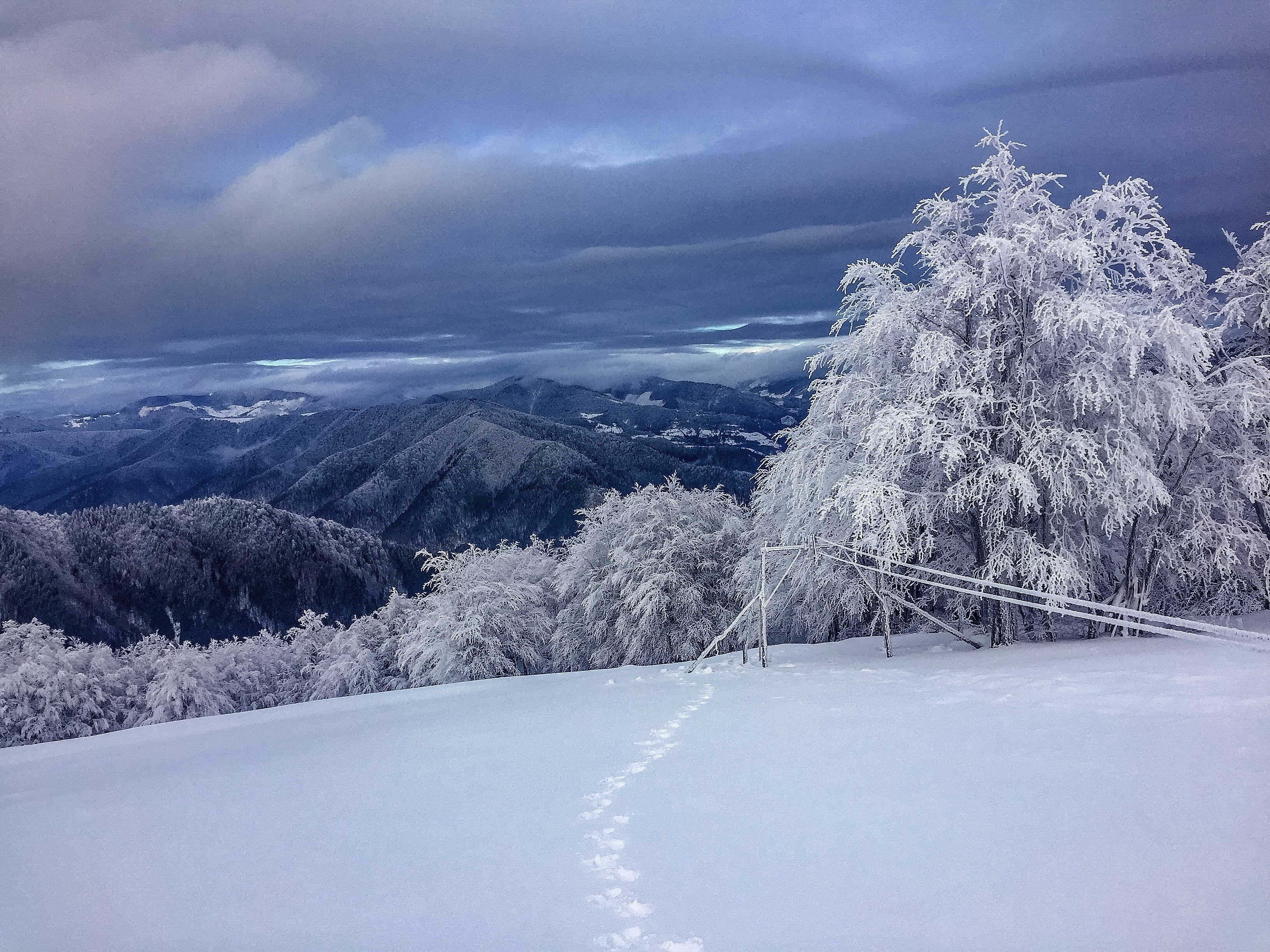
Полонина Красна. Зимові дерева
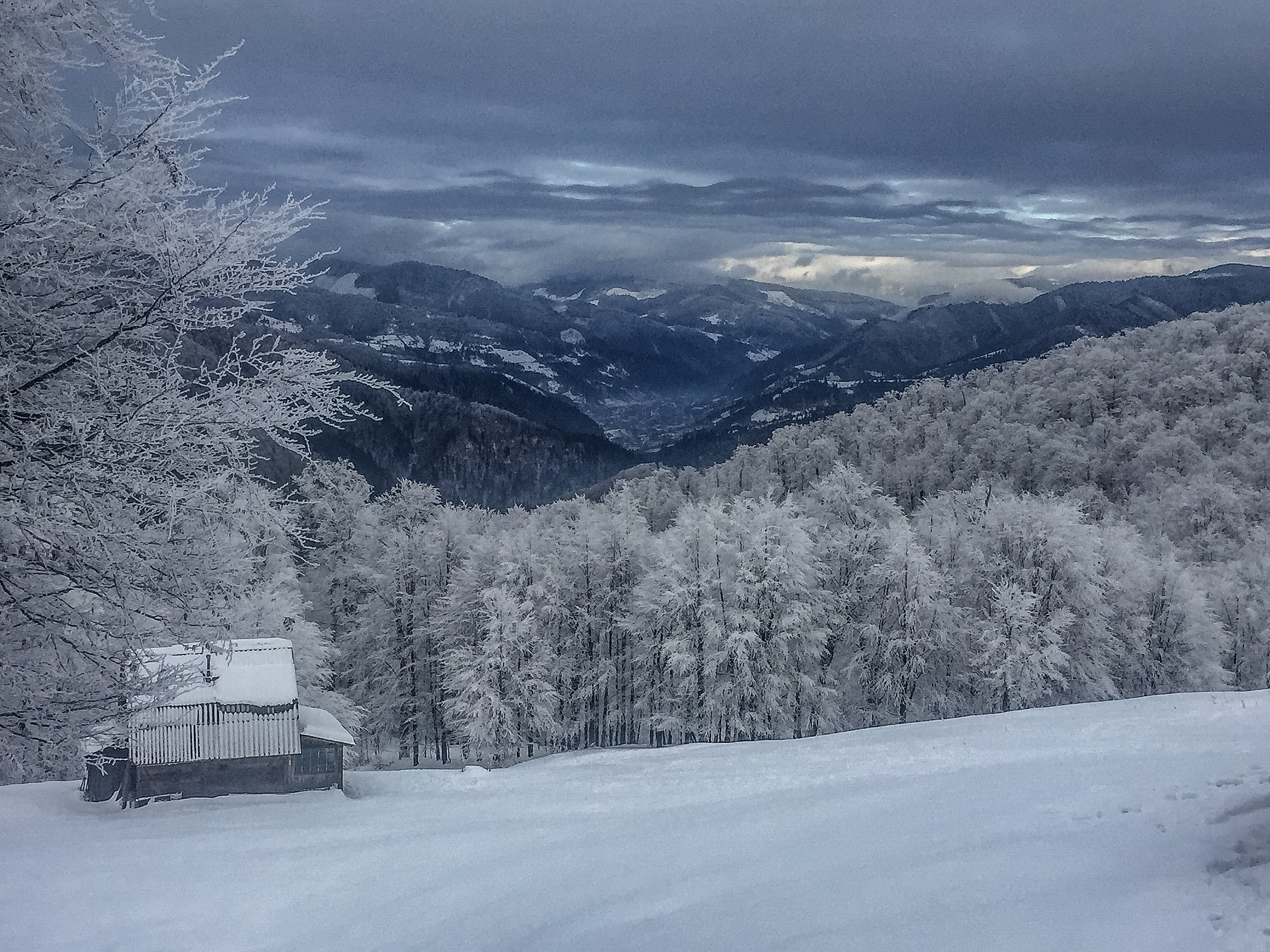
Полонина Красна взимку
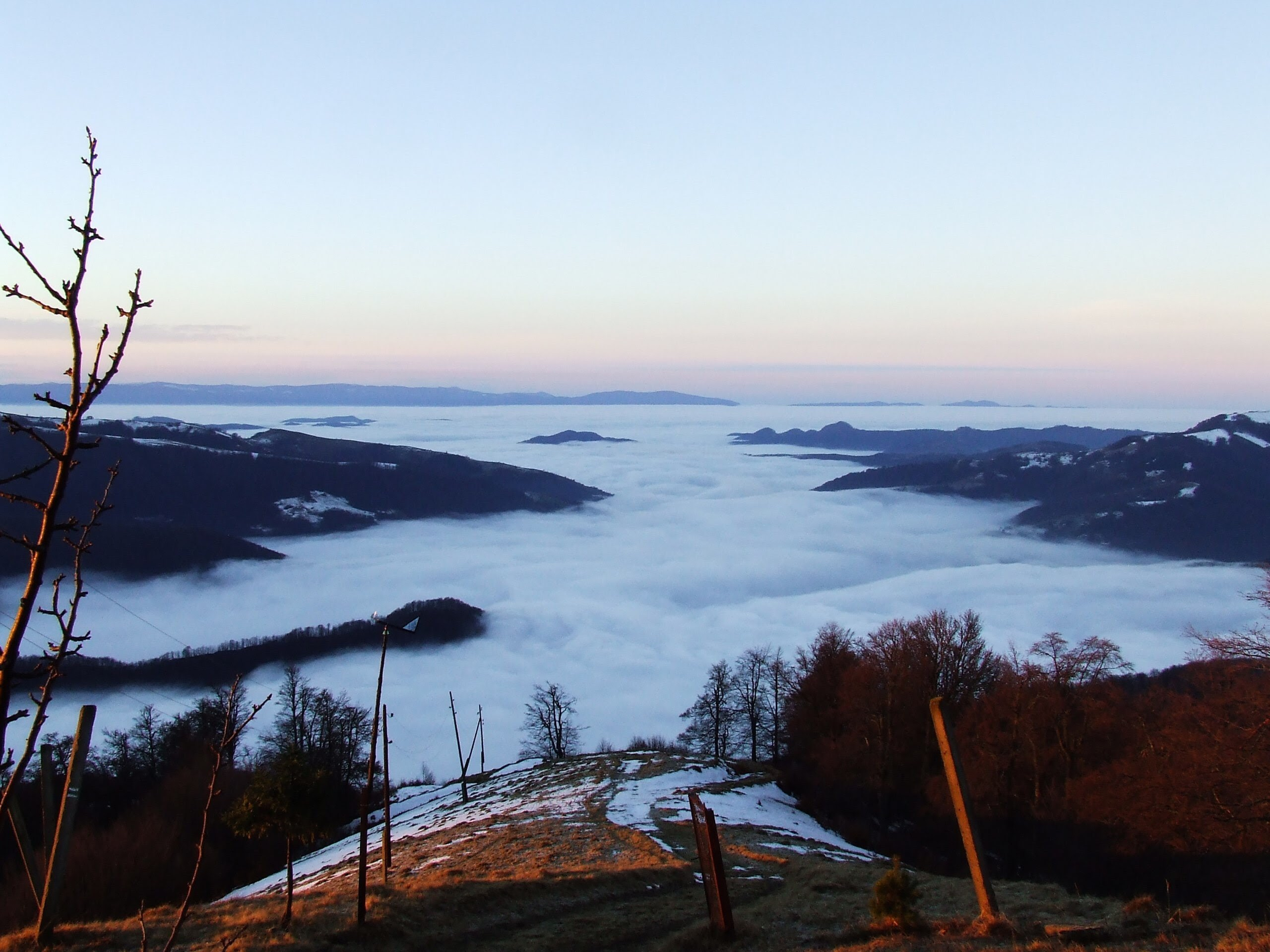
Вид з краснянської вежі
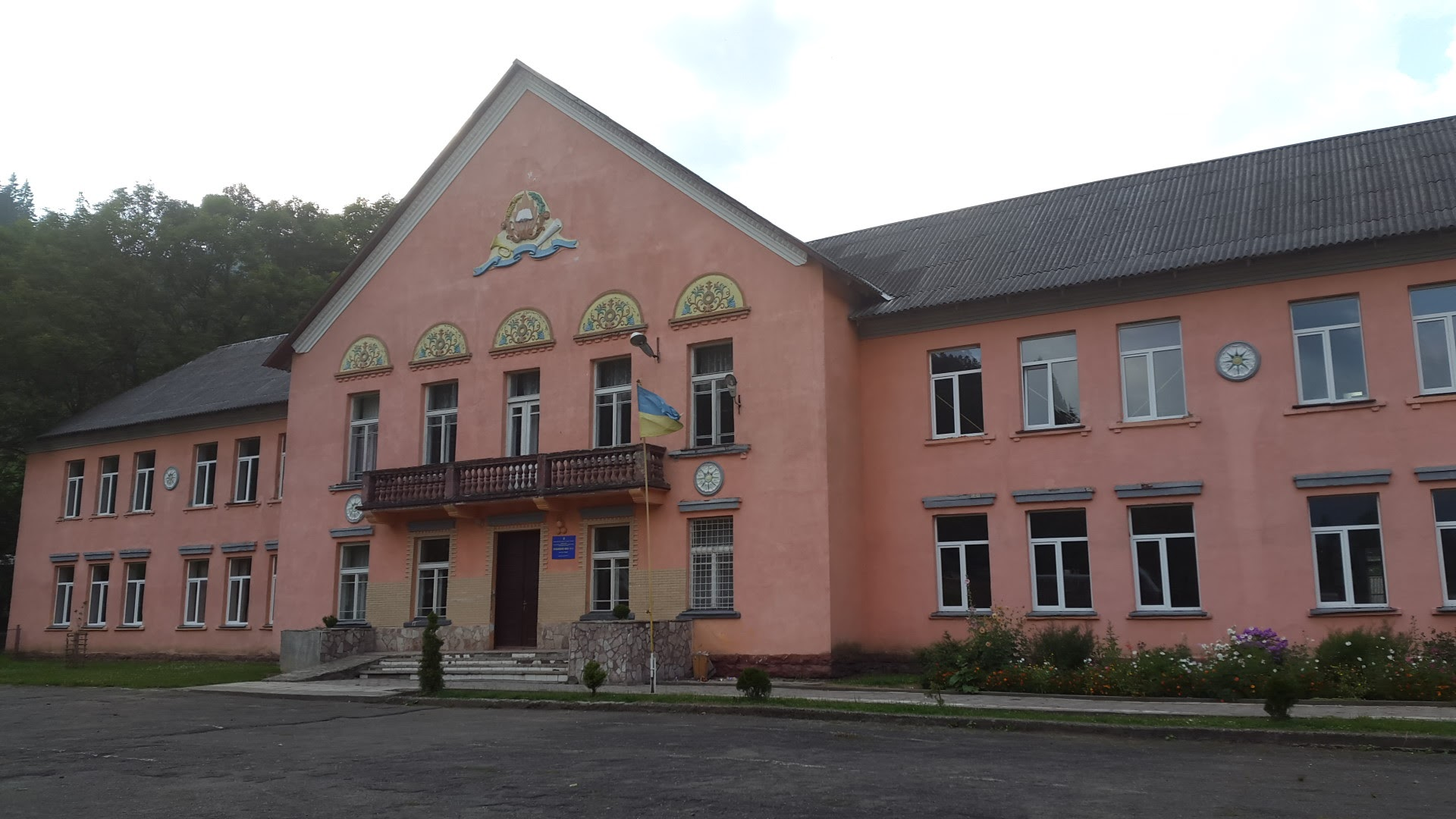
Усть-чорнянська загальноосвітня школа
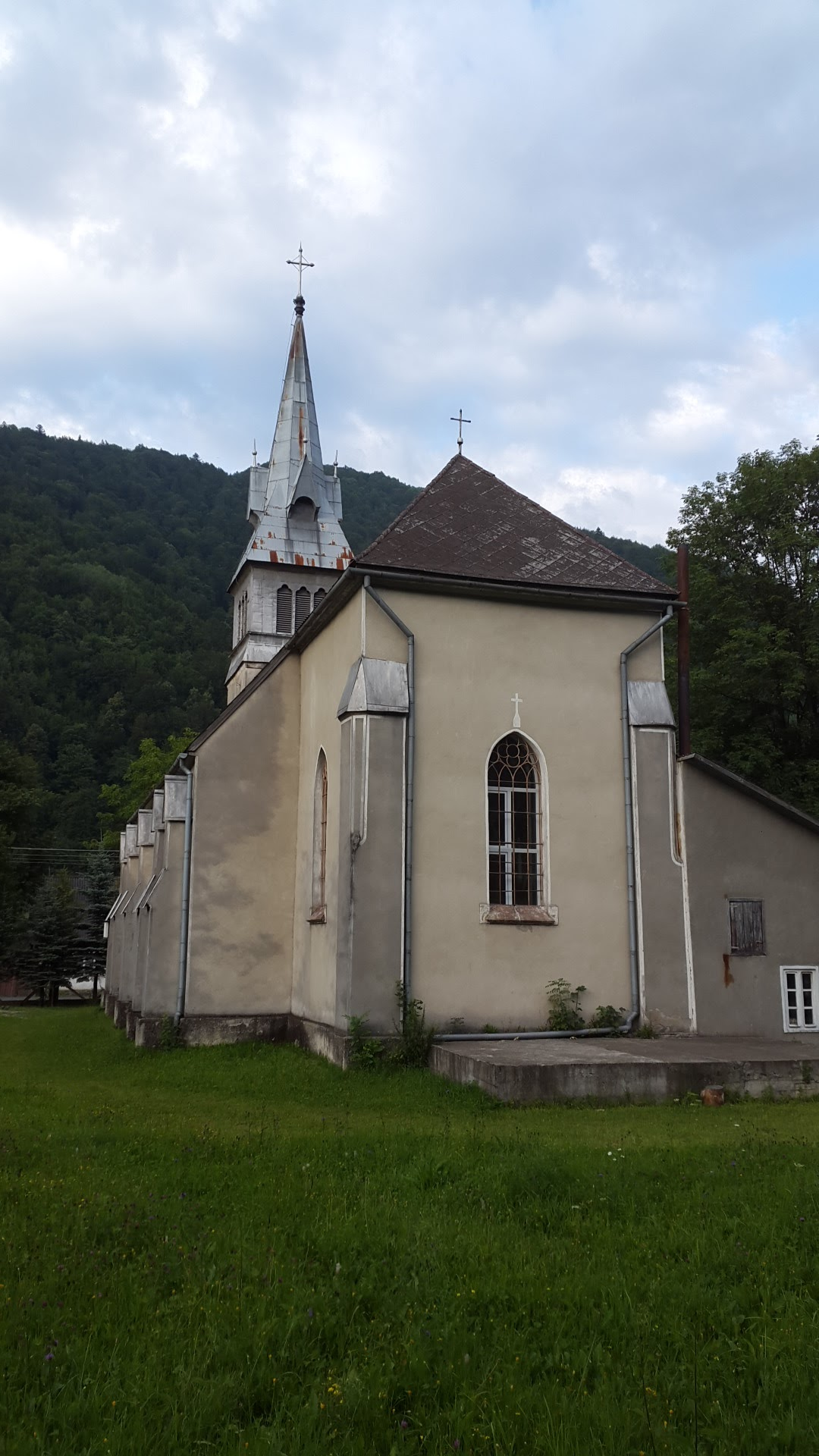
Костел Марії Магдалини (вид з тильної сторони)
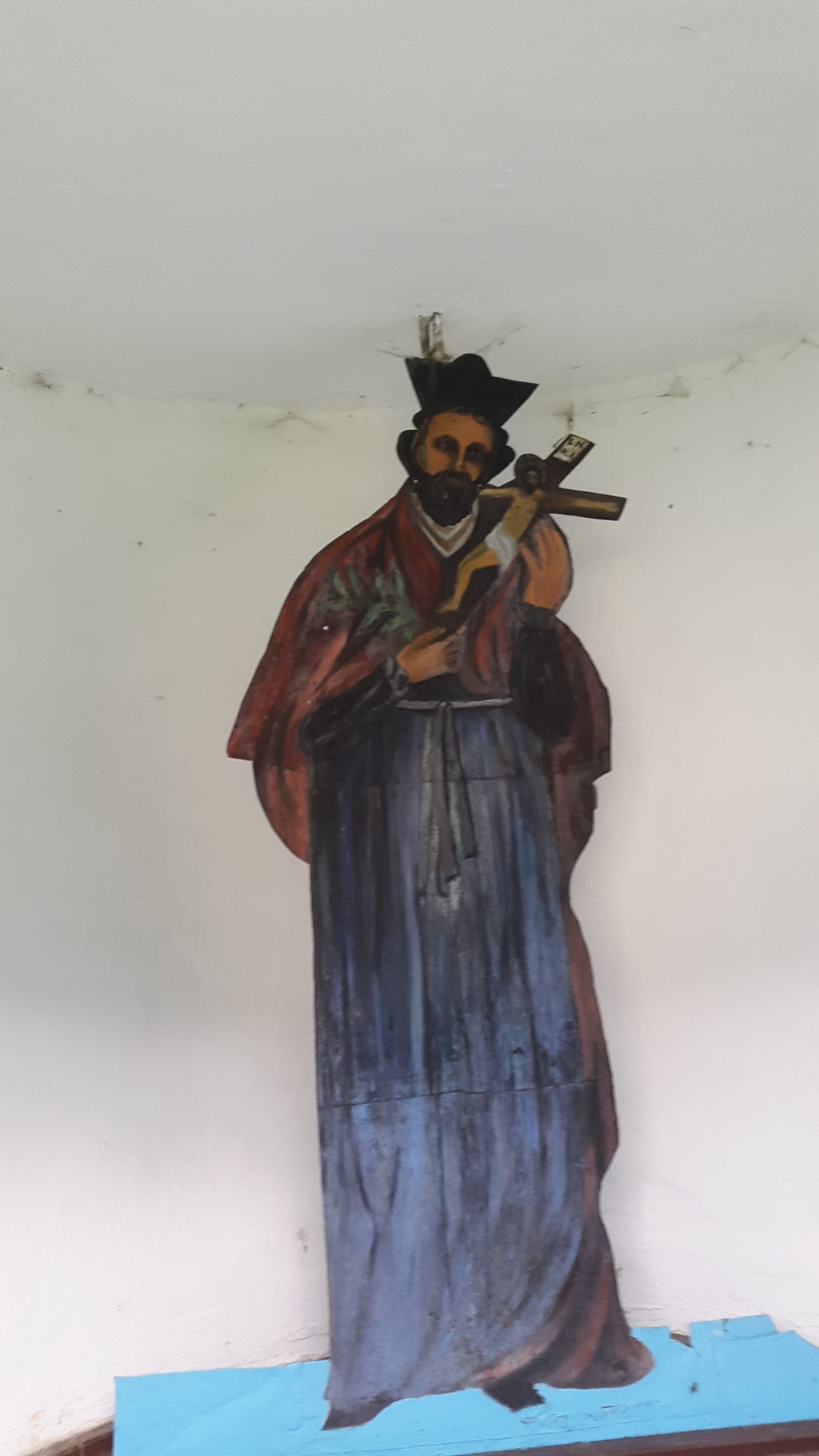
Статуя святого у каплиці при костелі
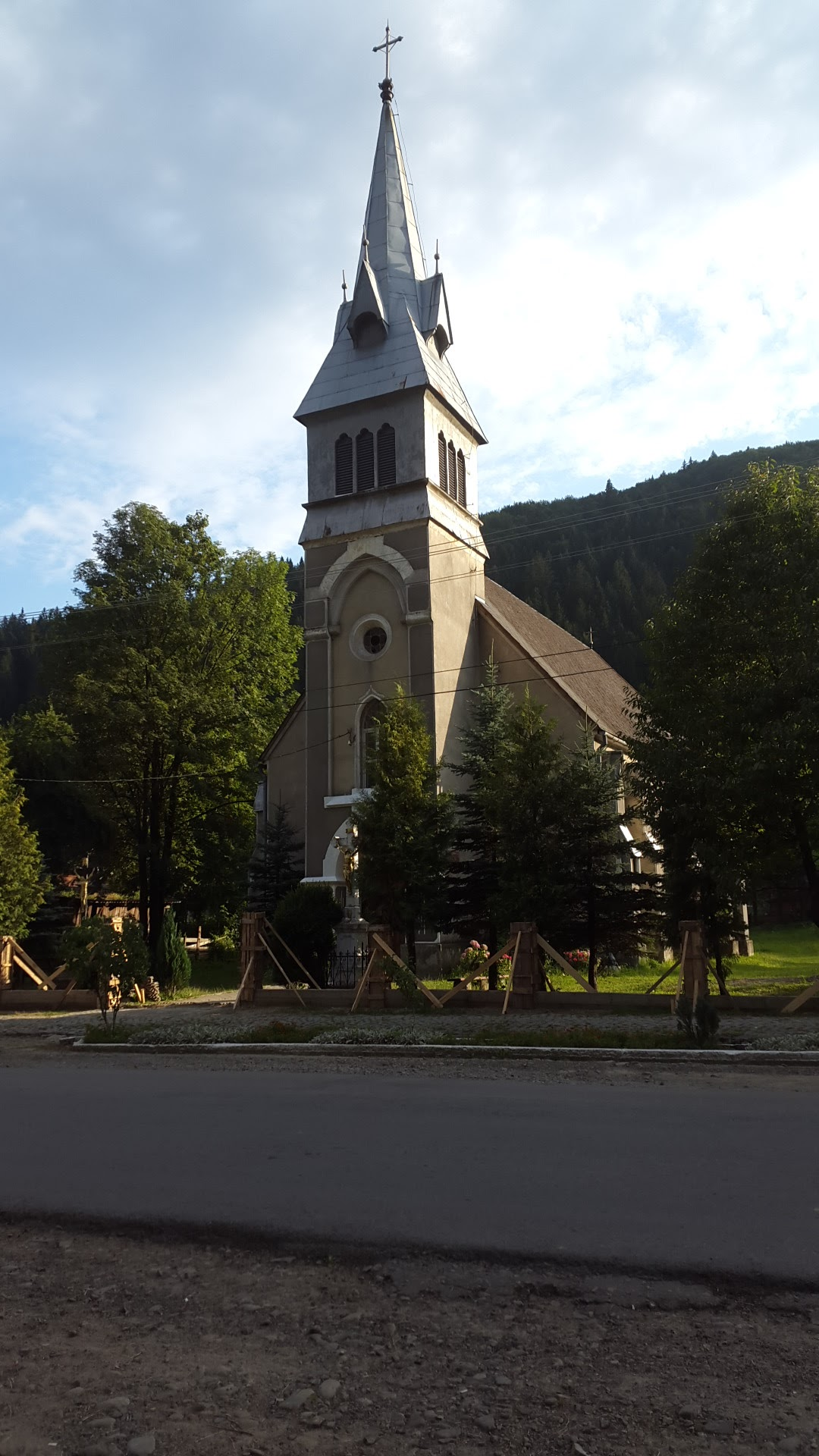
Костел Марії Магдалини (вид на центральний вхід)
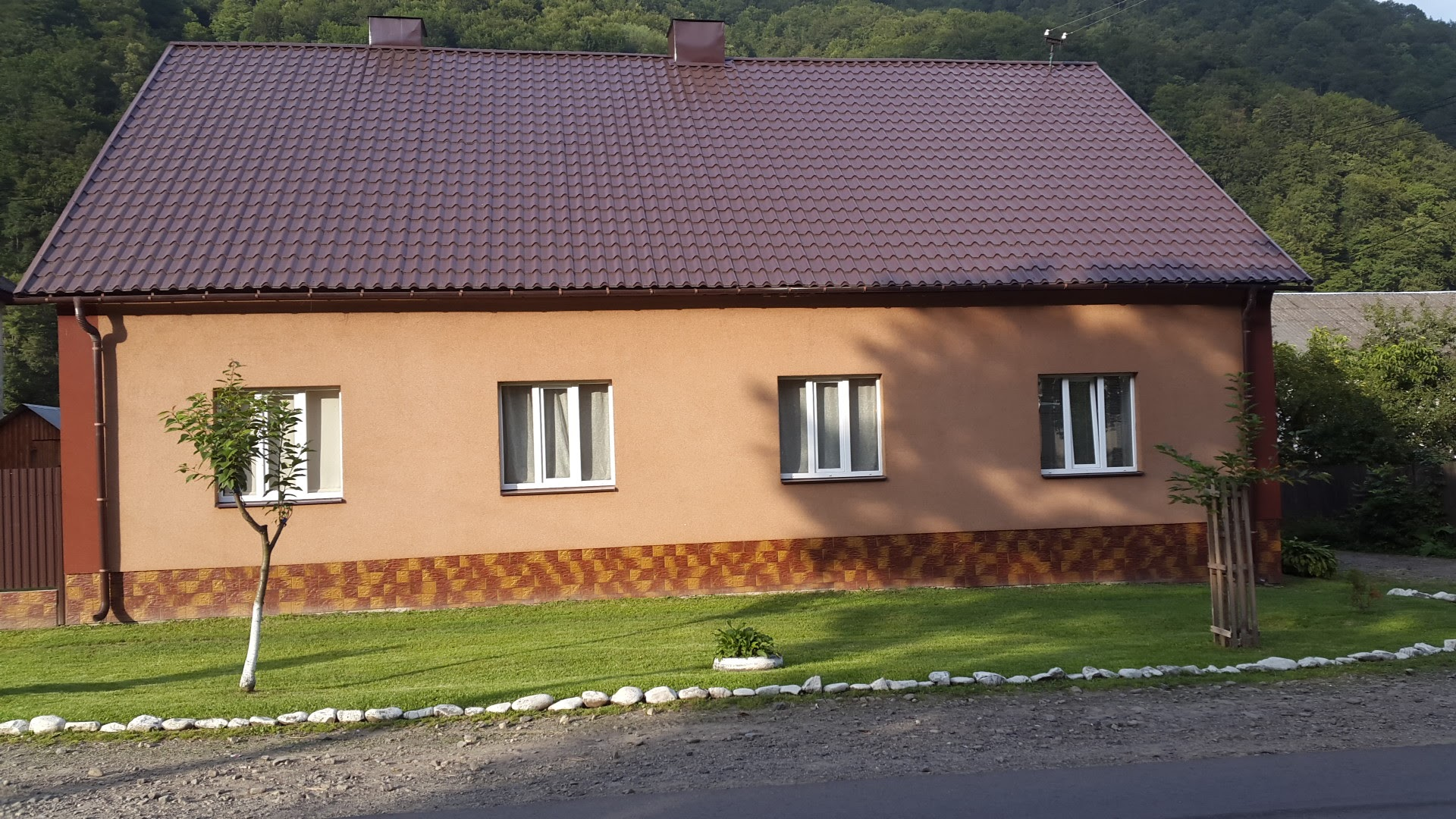
Порядок та чистота на усть-чорнянських подвір'ях
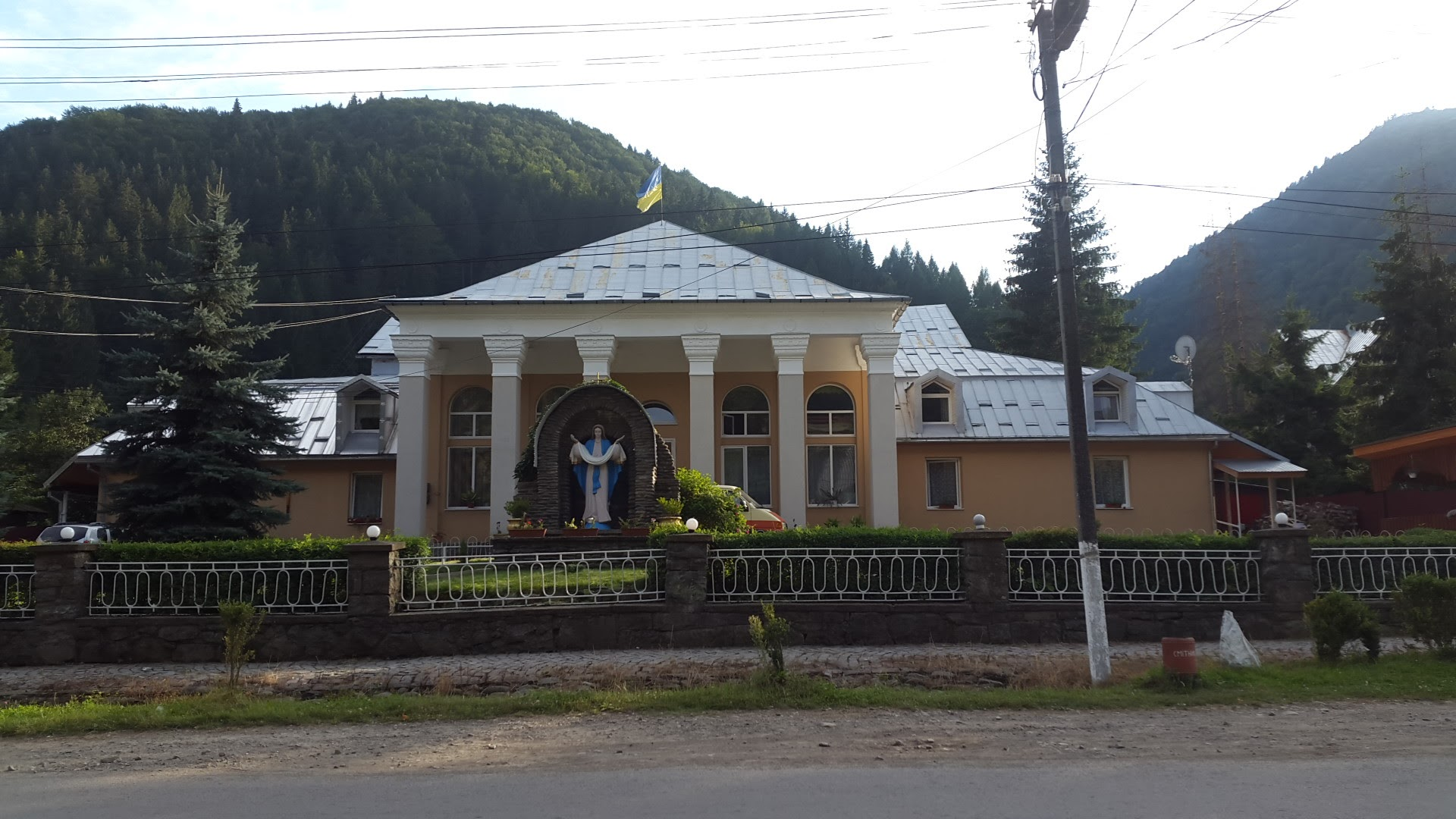
Будинок милосердя (для пристарілих)
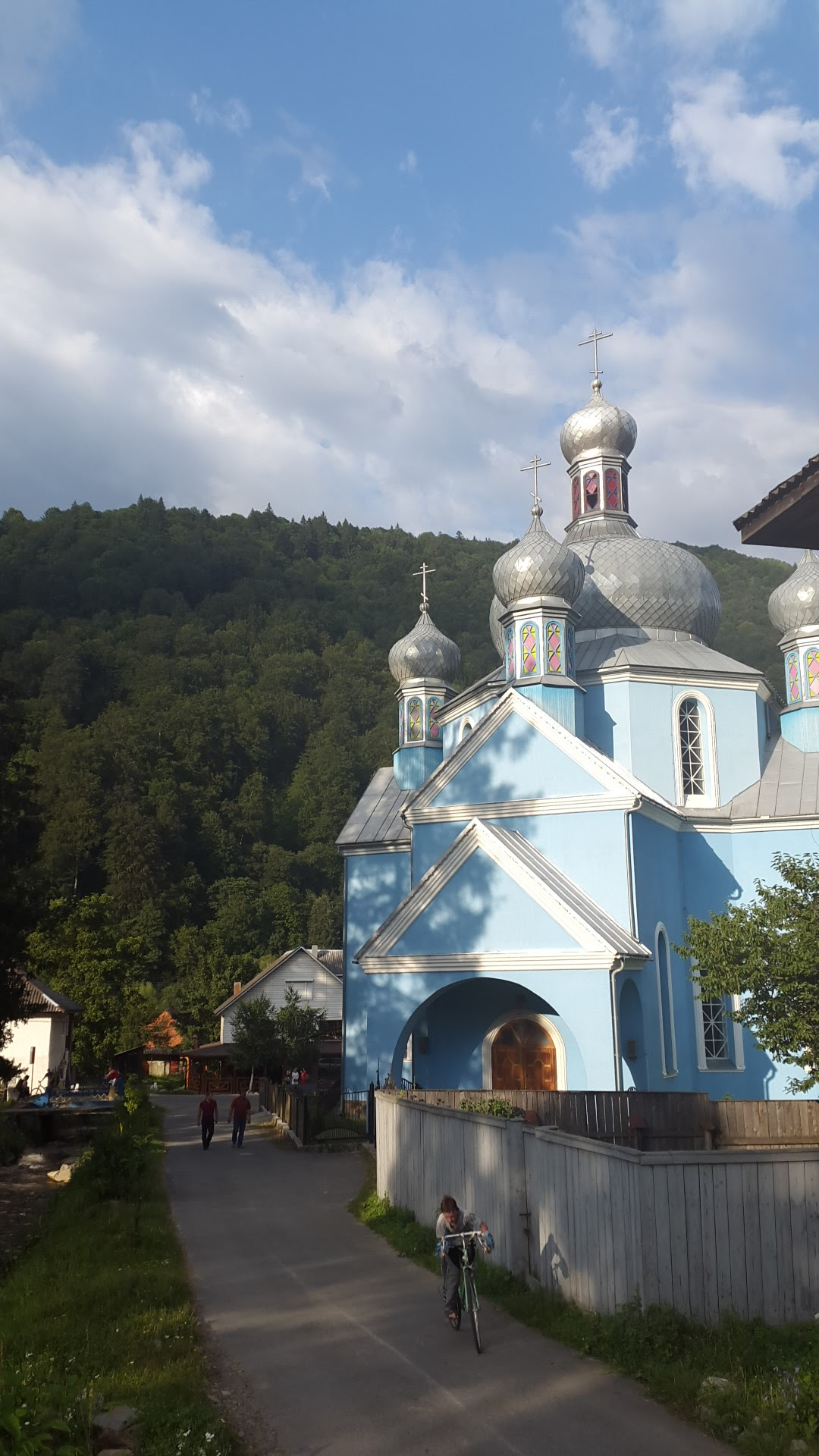
Православний храм (вид з тильної сторони)
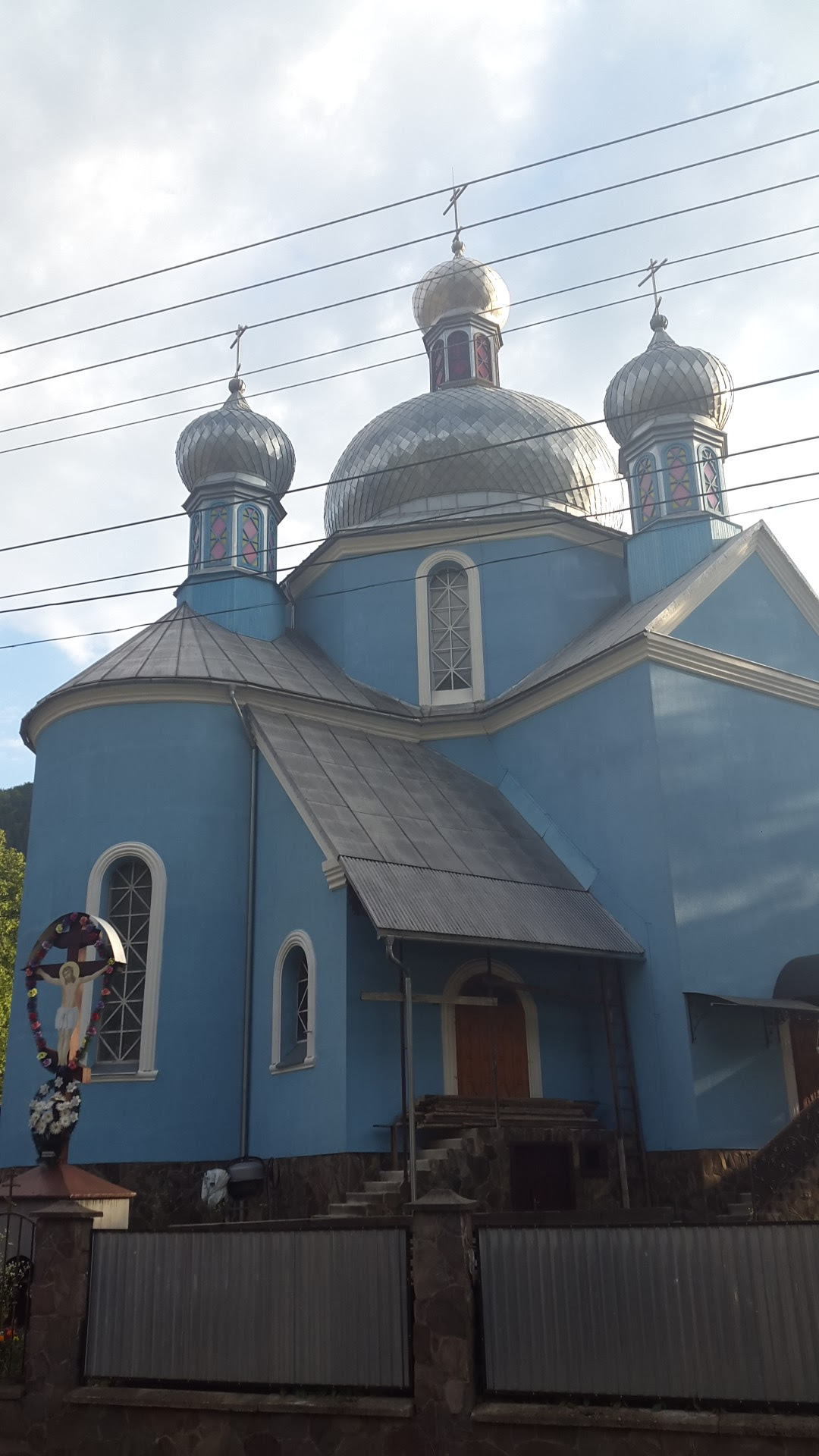
Православний храм (вид з головного входу)
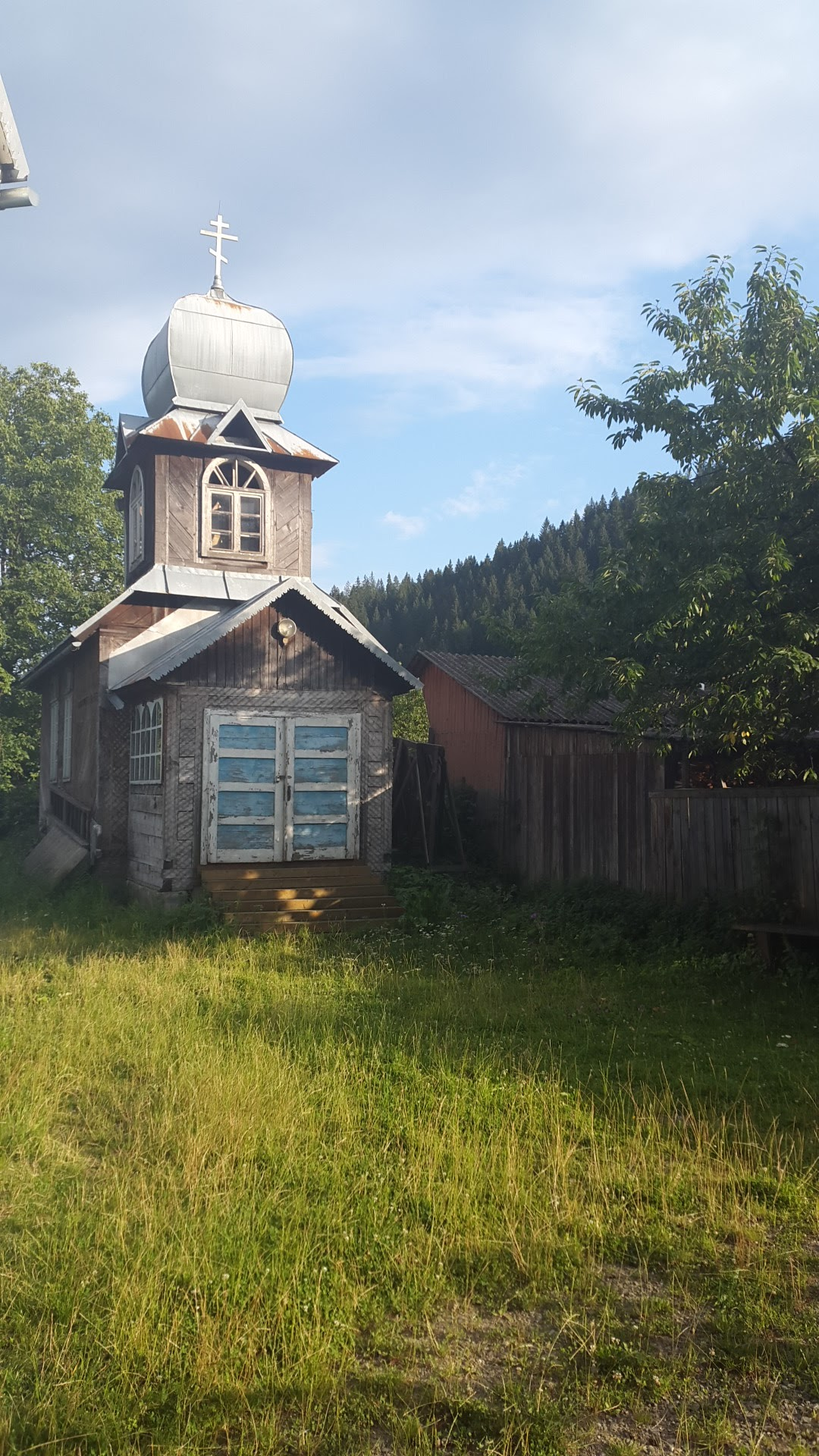
Каплиця православної церкви у селі
Чорний потік у центральній частині села
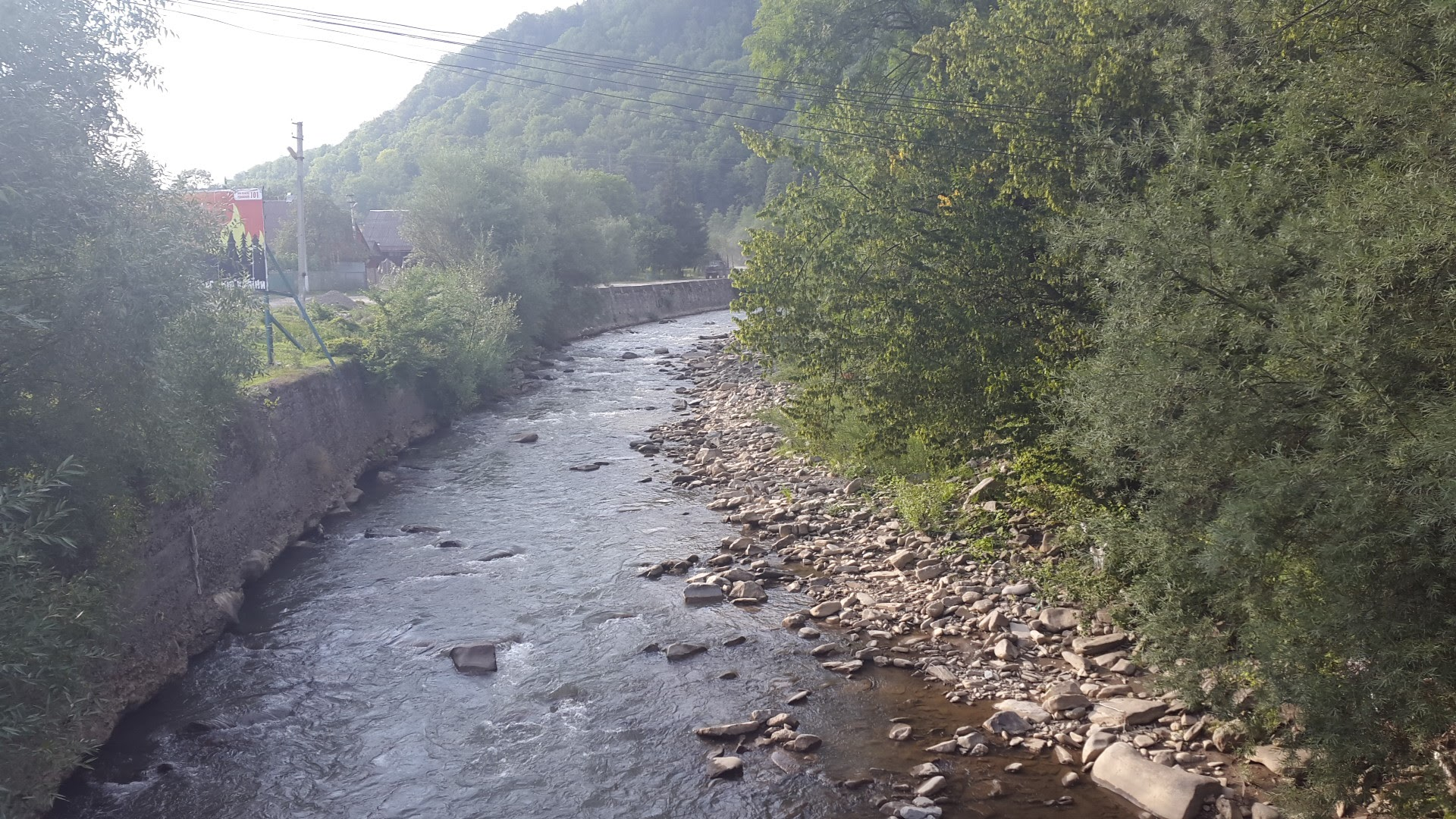
Річка Мокрянка
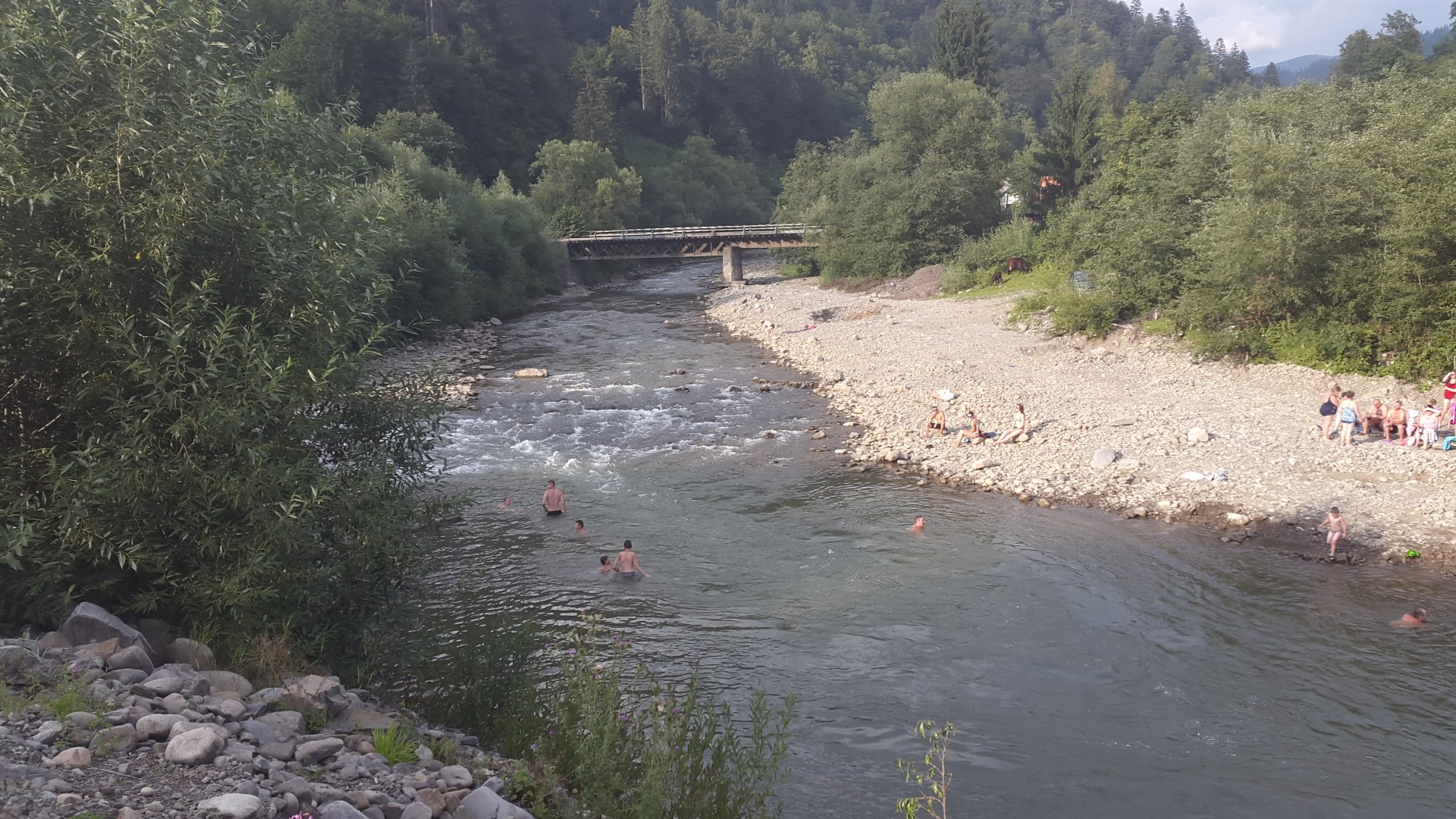
Люди купаються на злитті двох гірських річок
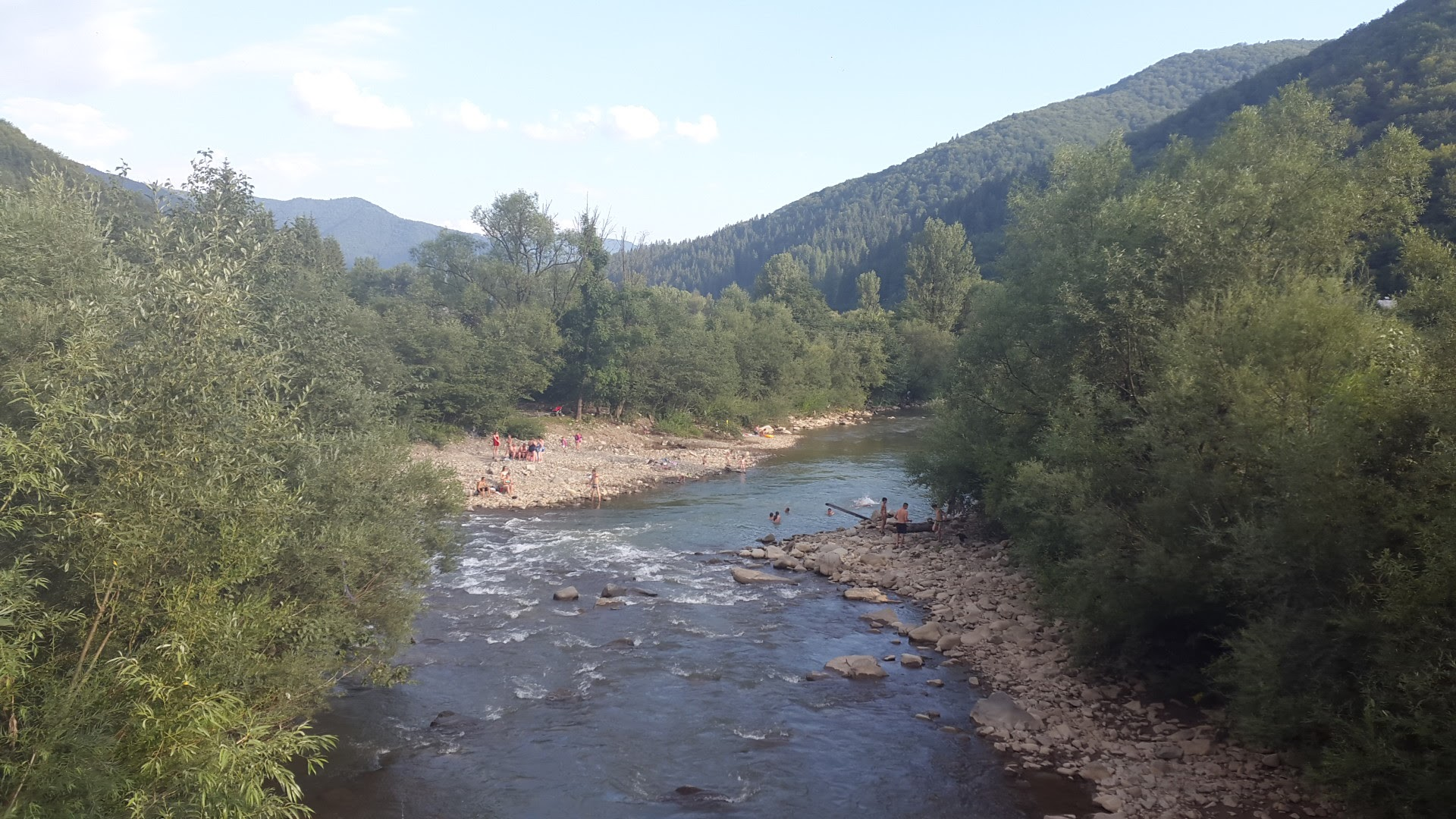
Злиття річок Брустурянка і Мокрянка
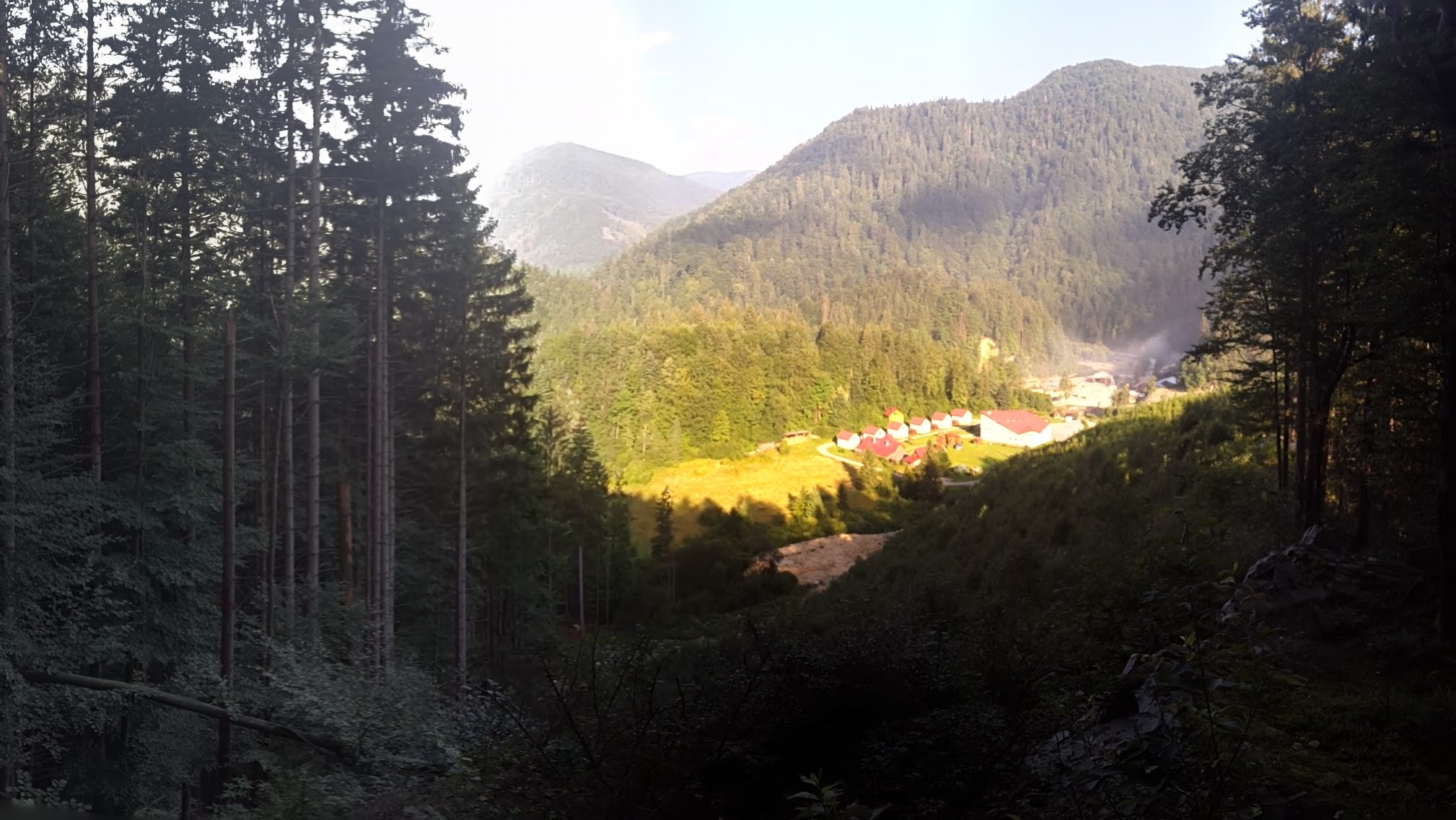
Вид на готель "Водограй" (панорама)
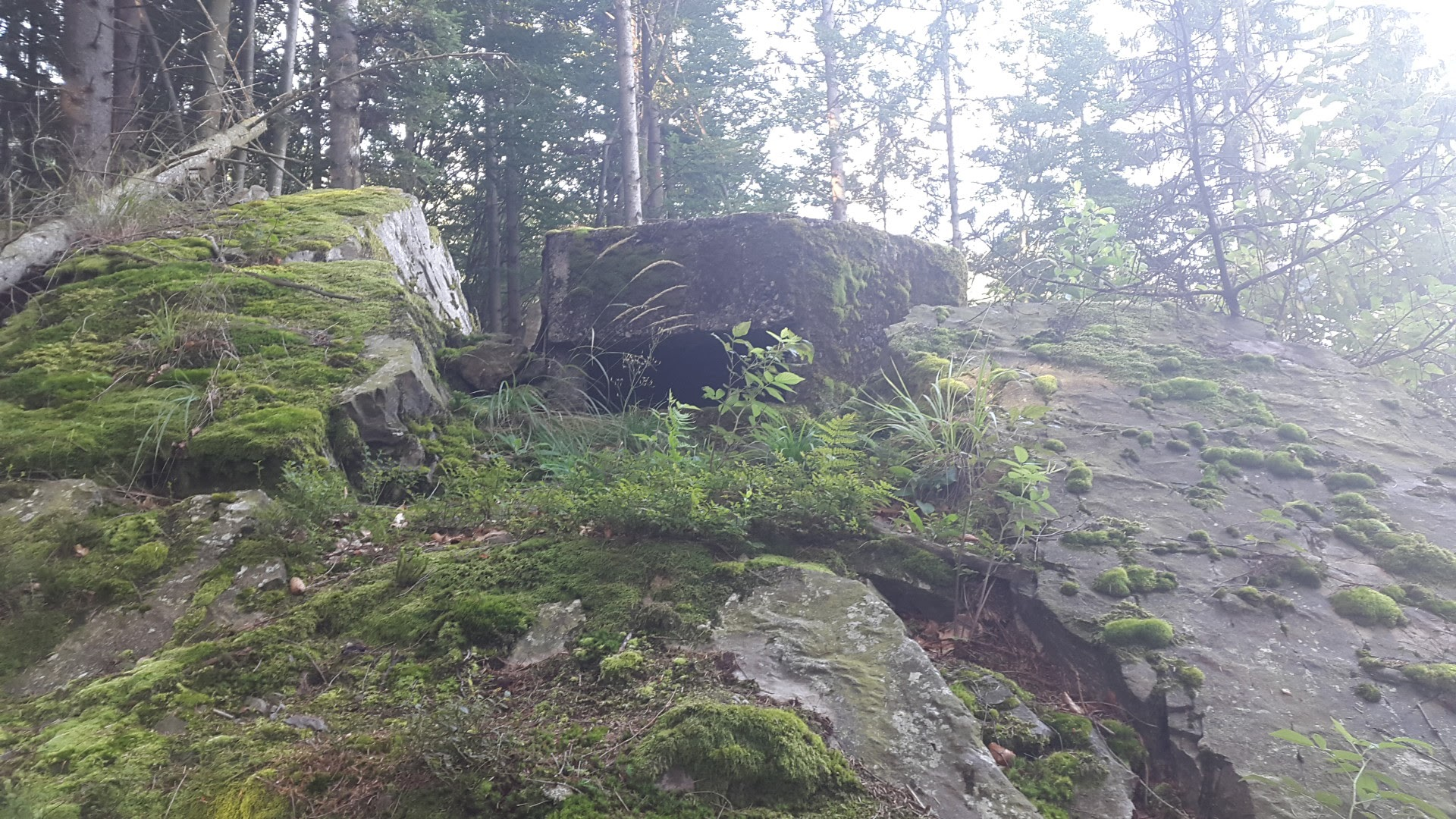
Воєнний ДОТ часів Другої світової війни
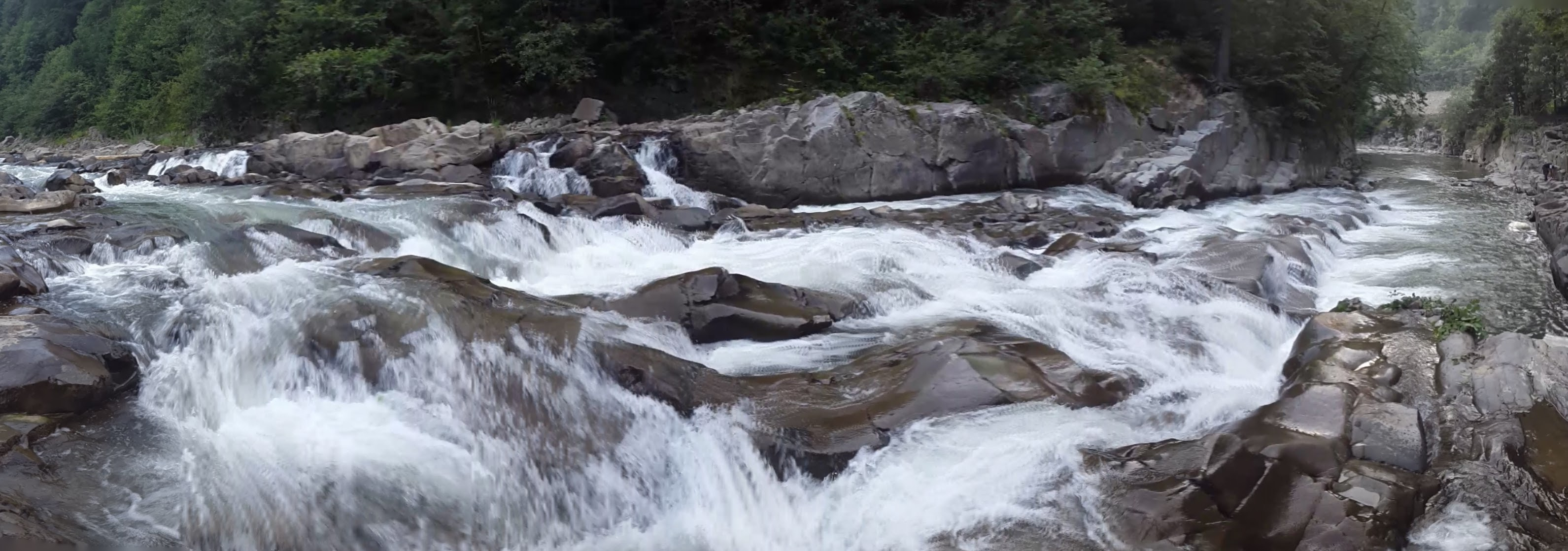
Водоспад Гук в Усть-Чорній (панорама)
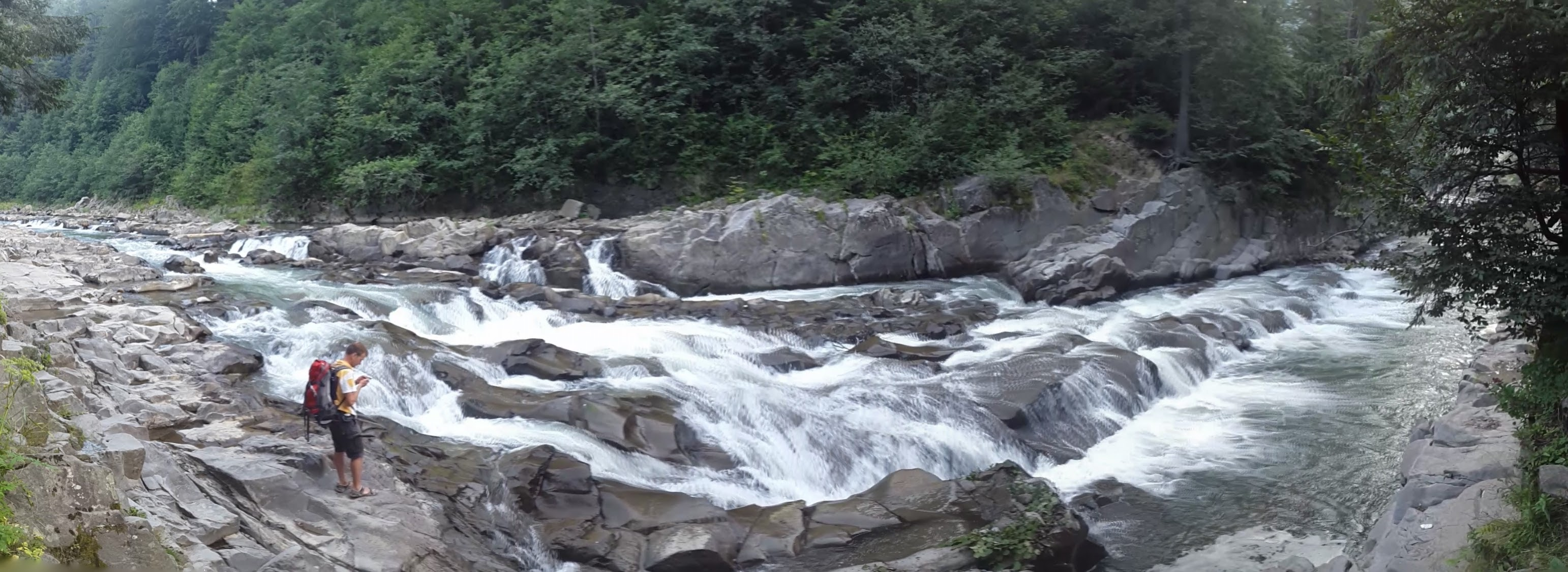
Водоспад Гук (панорама)
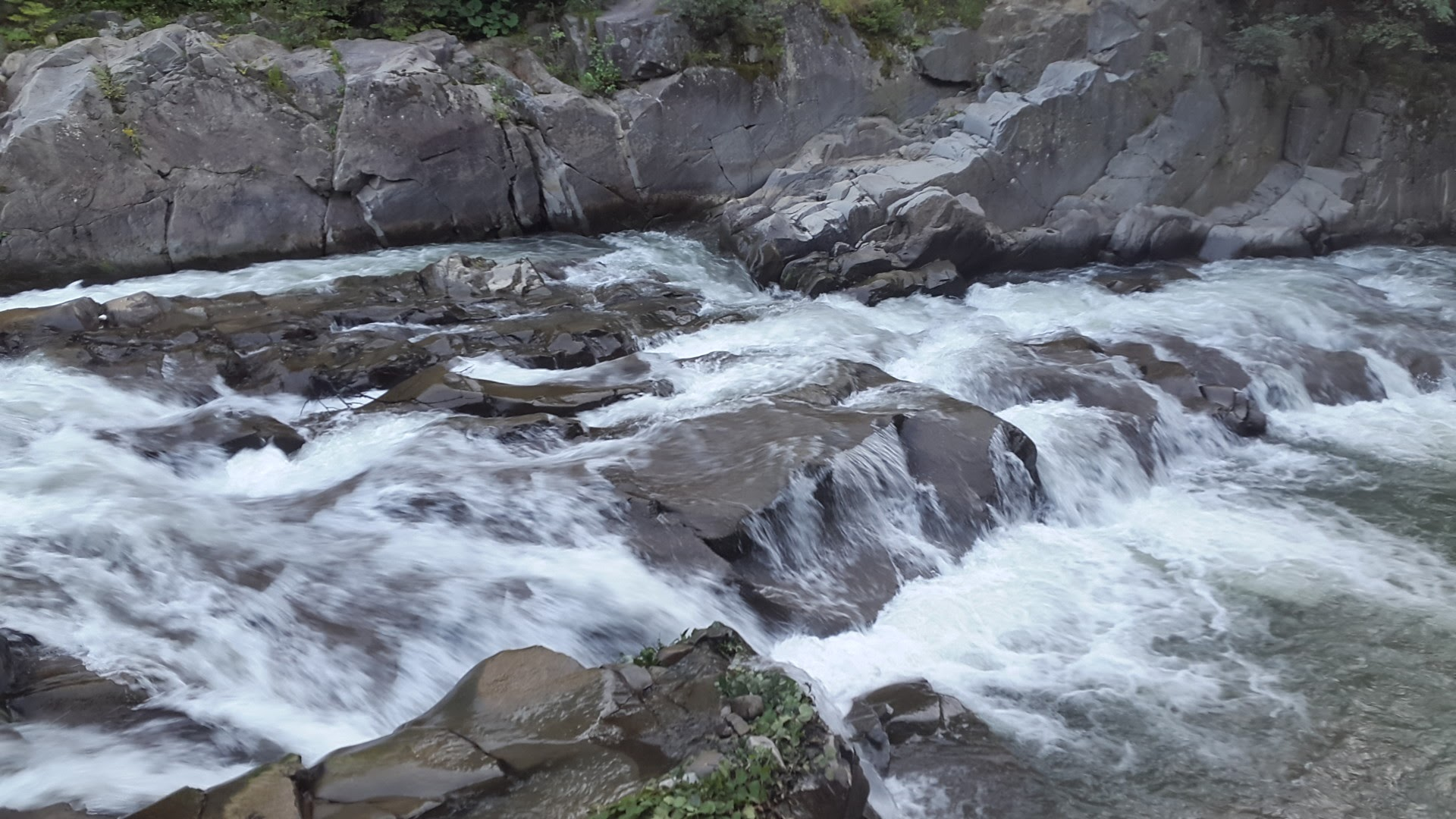
Водоспад Гук (вид збоку)
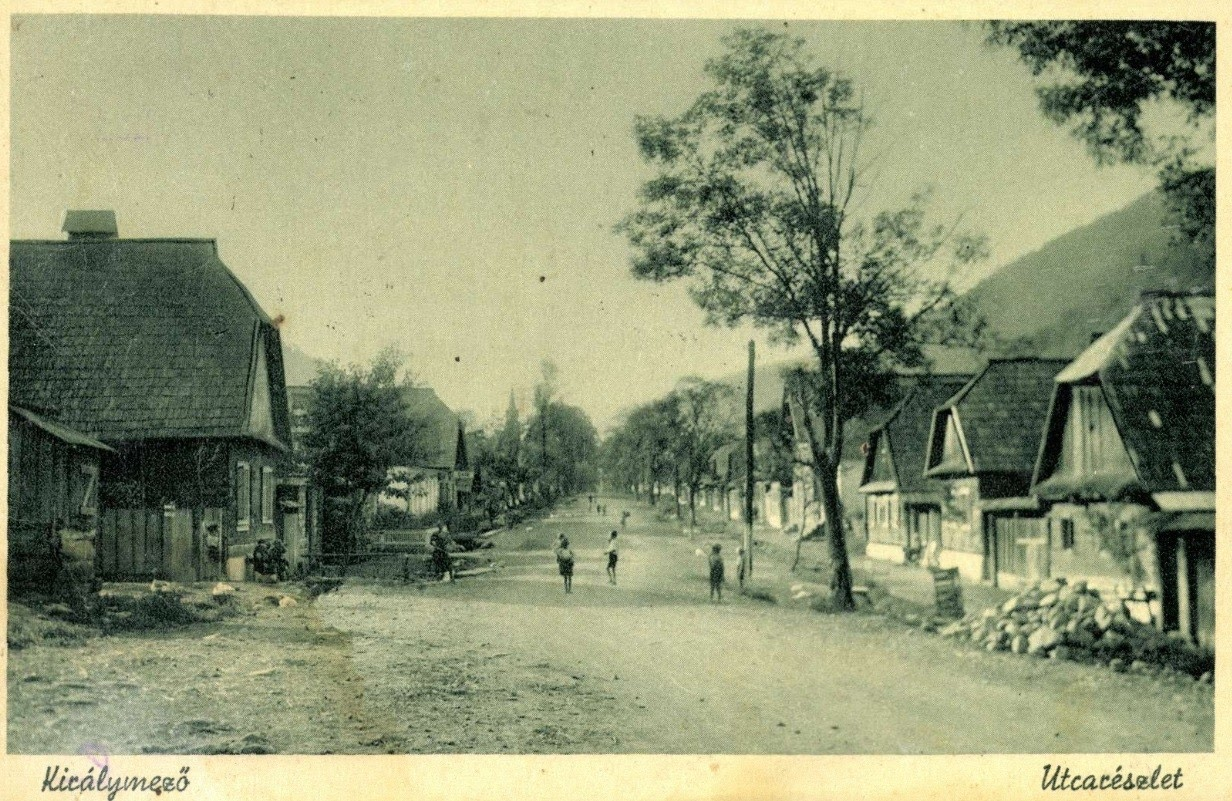
Центральна вулиця Усть-Чорної(1942 рік)
Чорний потік 1942 рік
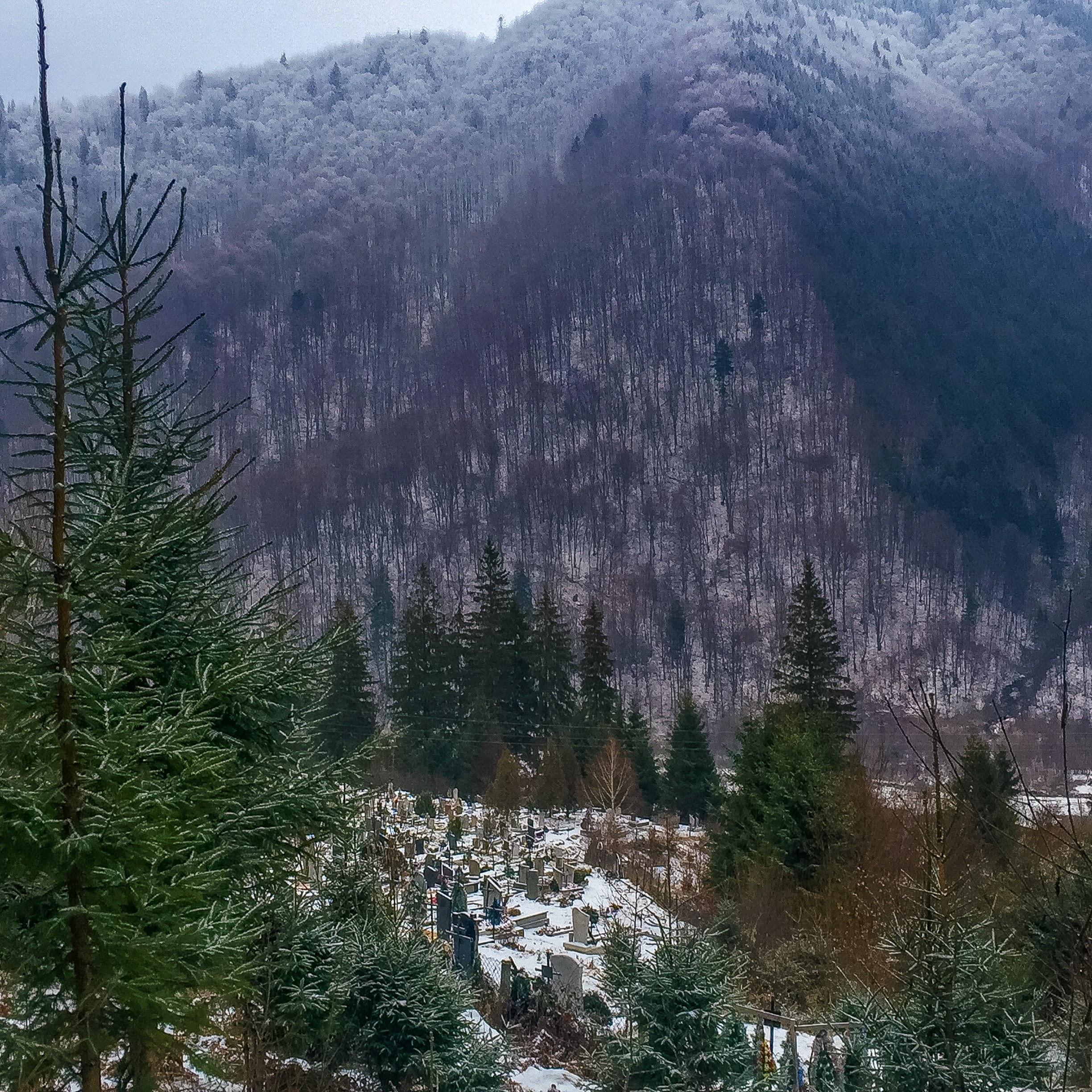
Кладовище взимку
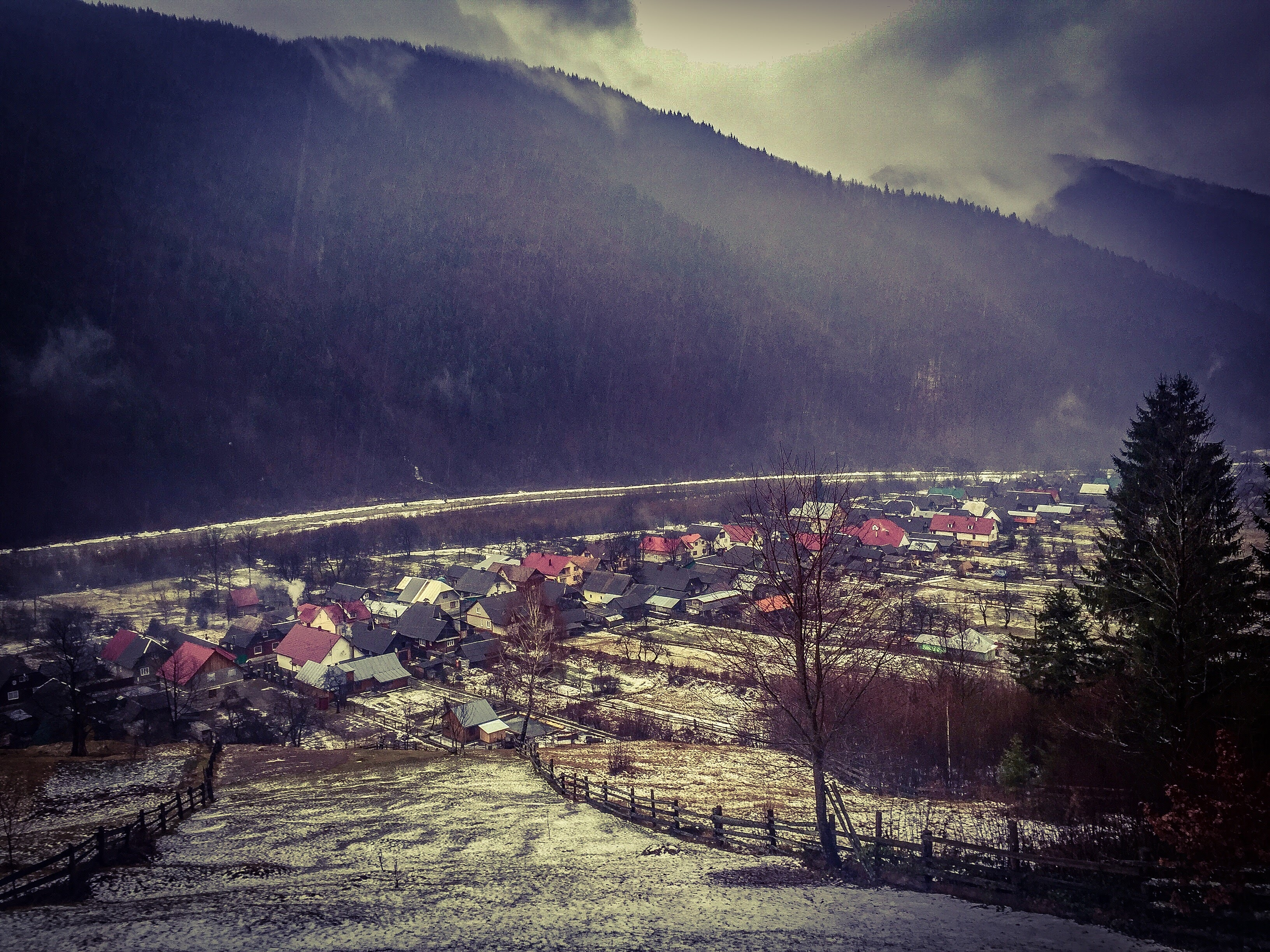
Зимовий вид на Усть-Чорну
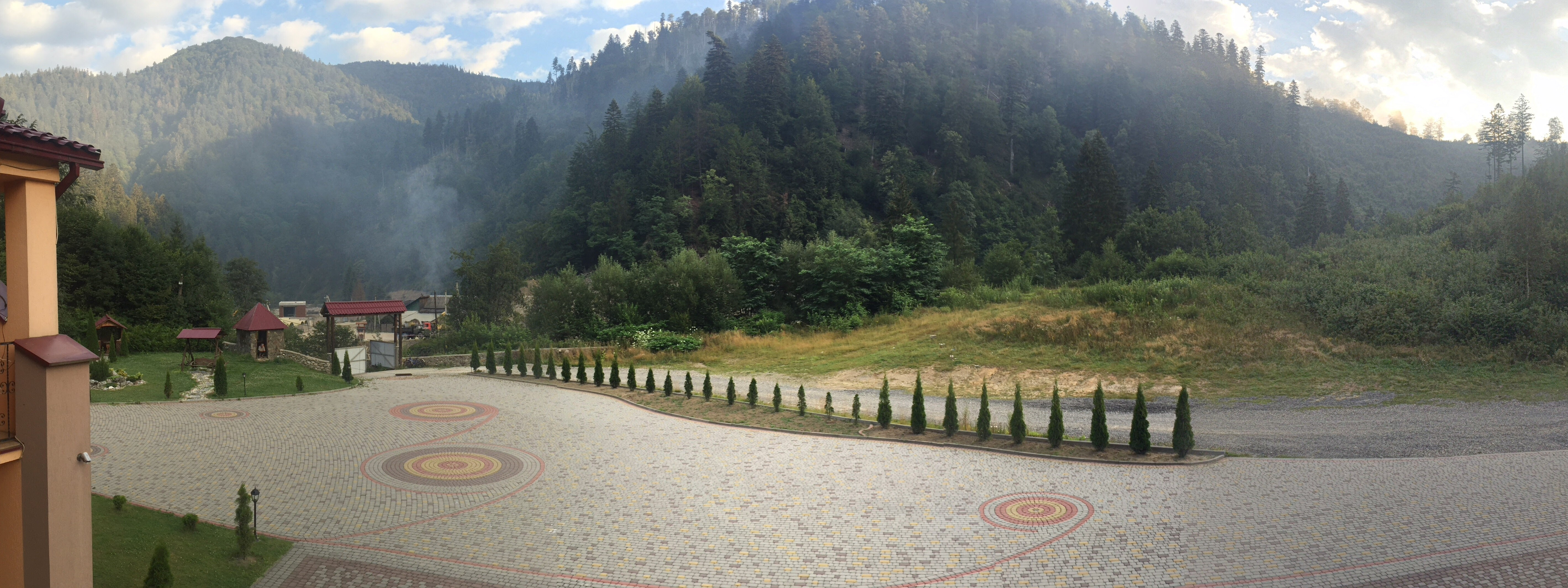
У дворі готелю "Водограй"
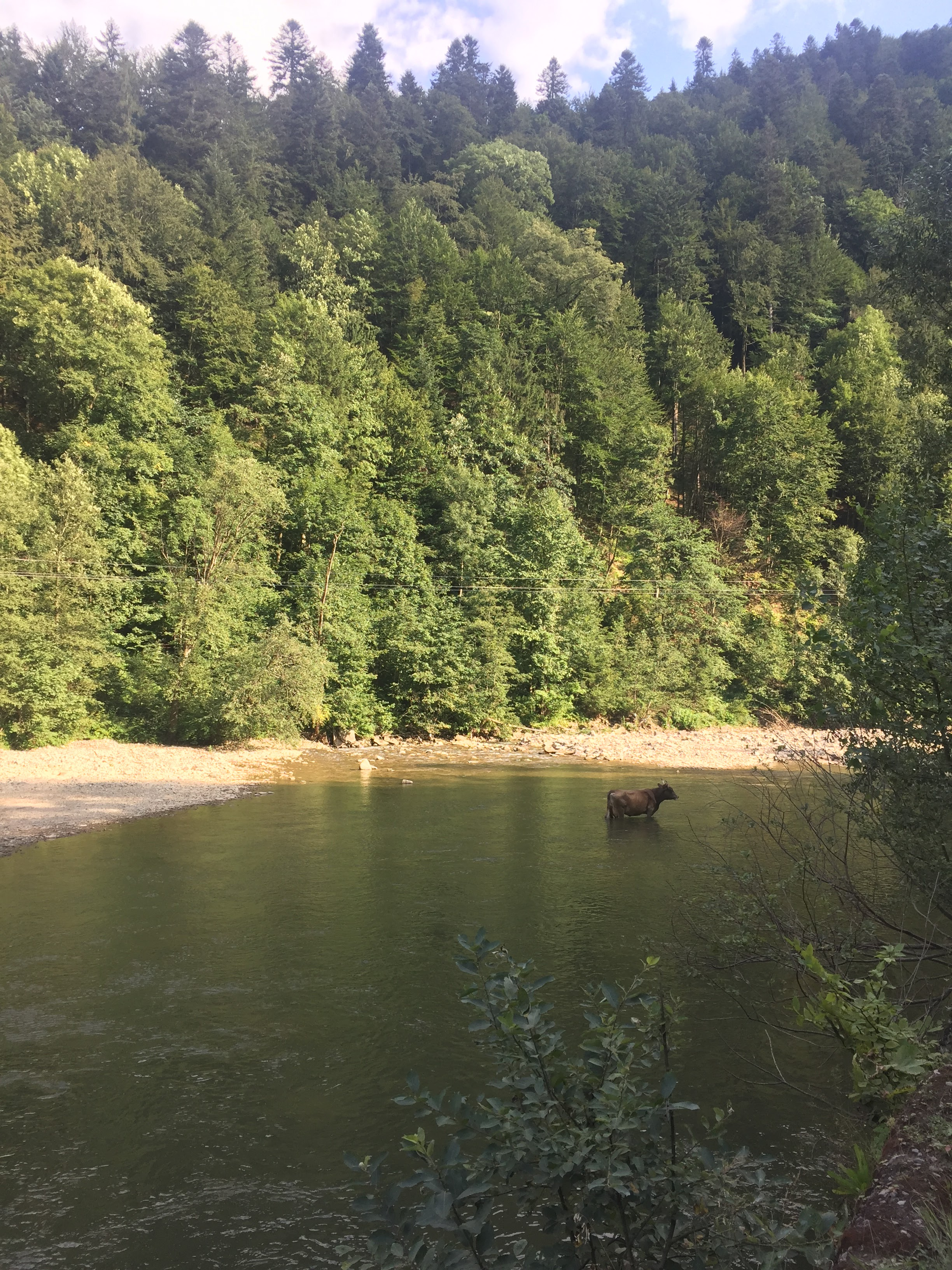
Корова шукає прохолоди у річці Брустурянка
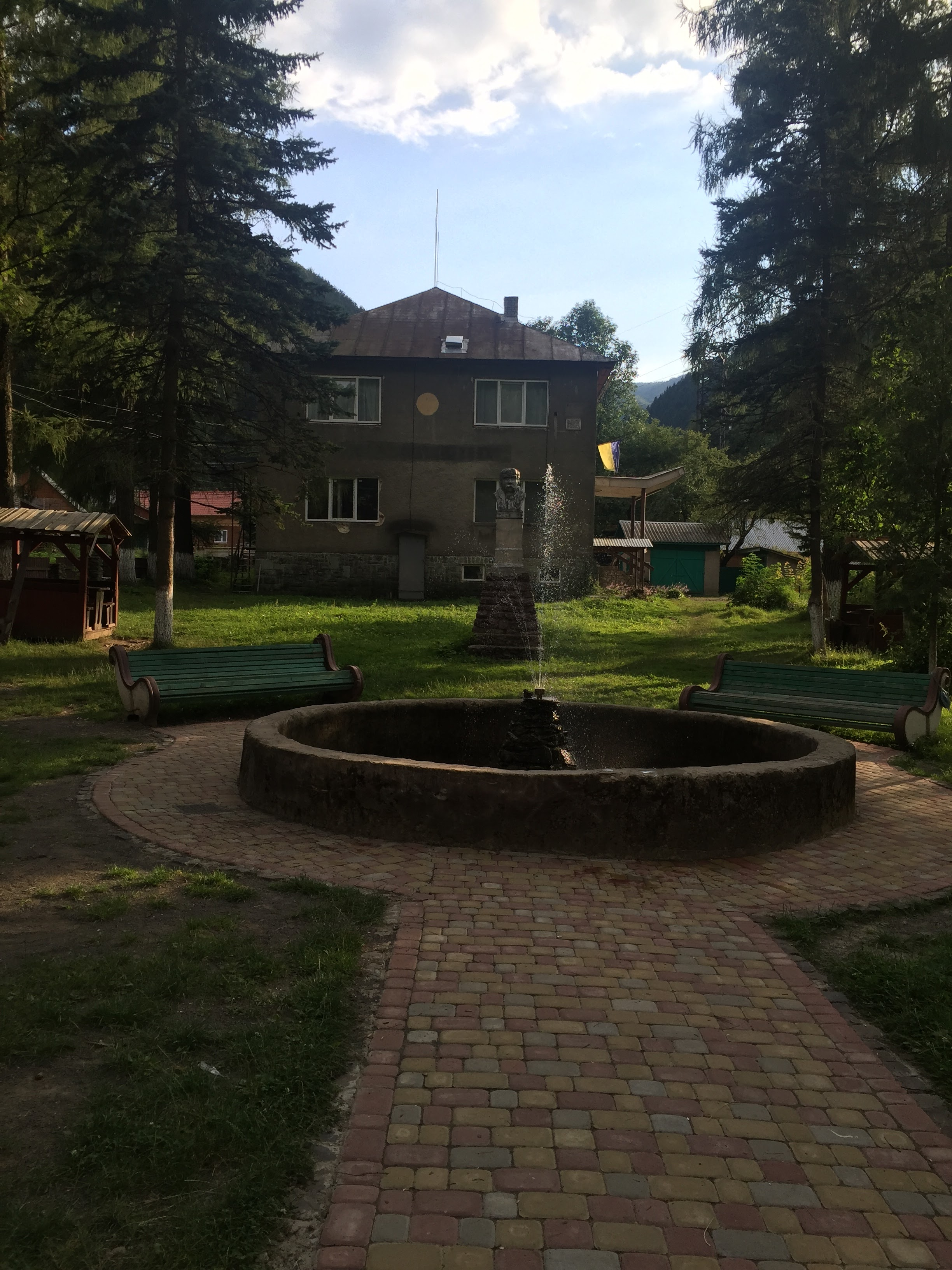
Відпочинкова зона у селі Усть-Чорна
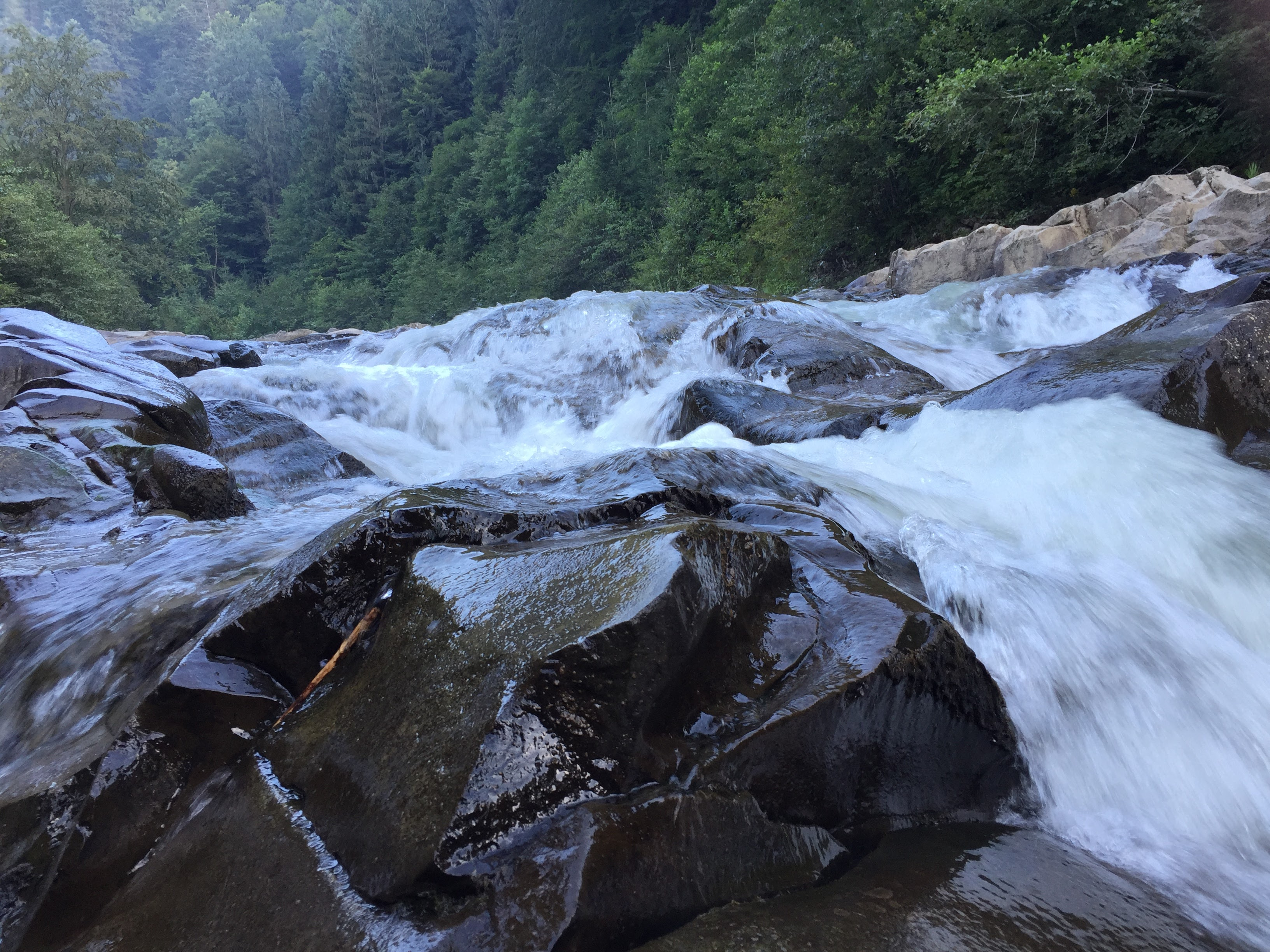
Пороги водоспаду Гук (Усть-Чорна).jpg
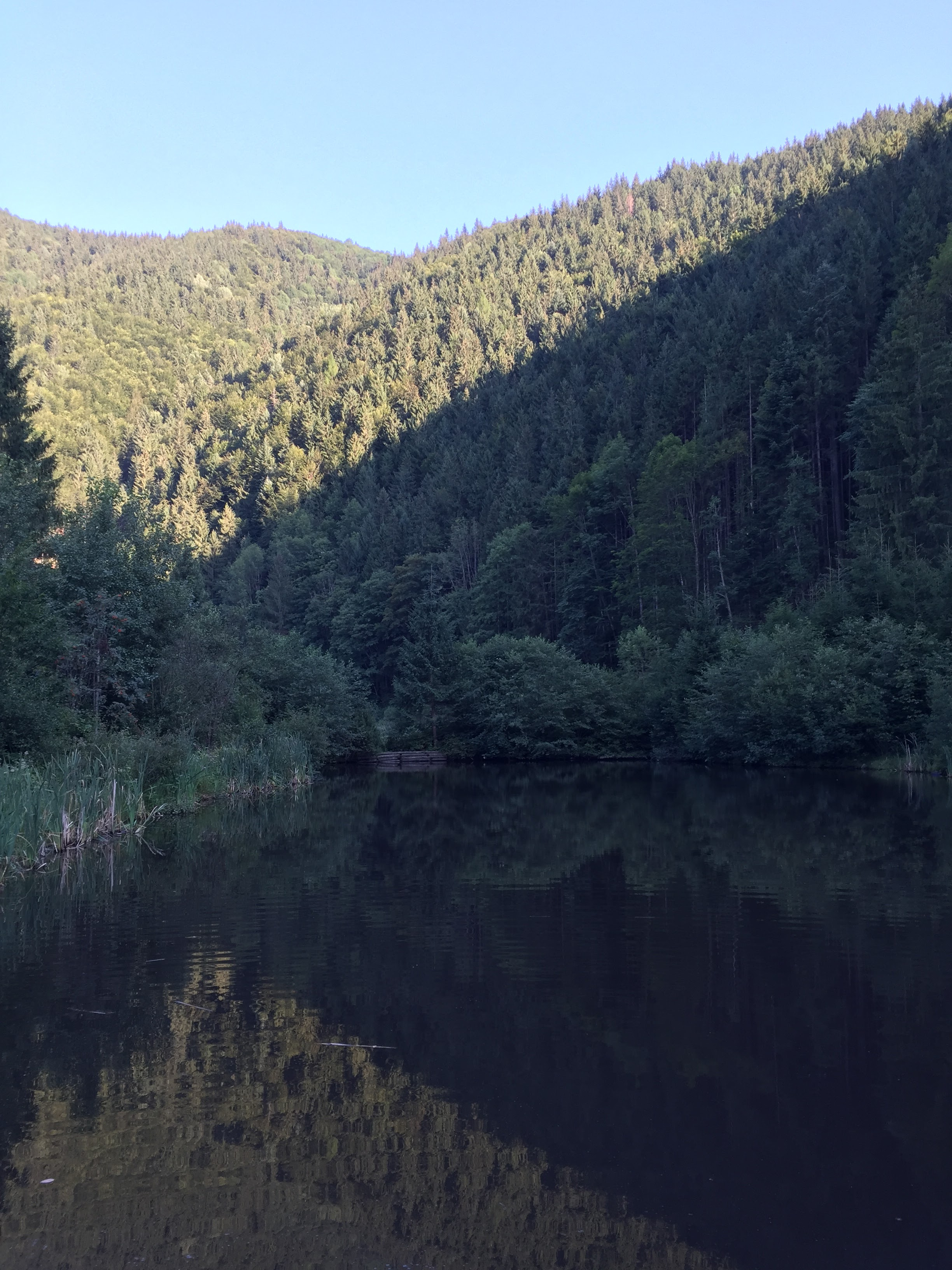
Озерце в обіймах гір (біля Усть-Чорної)
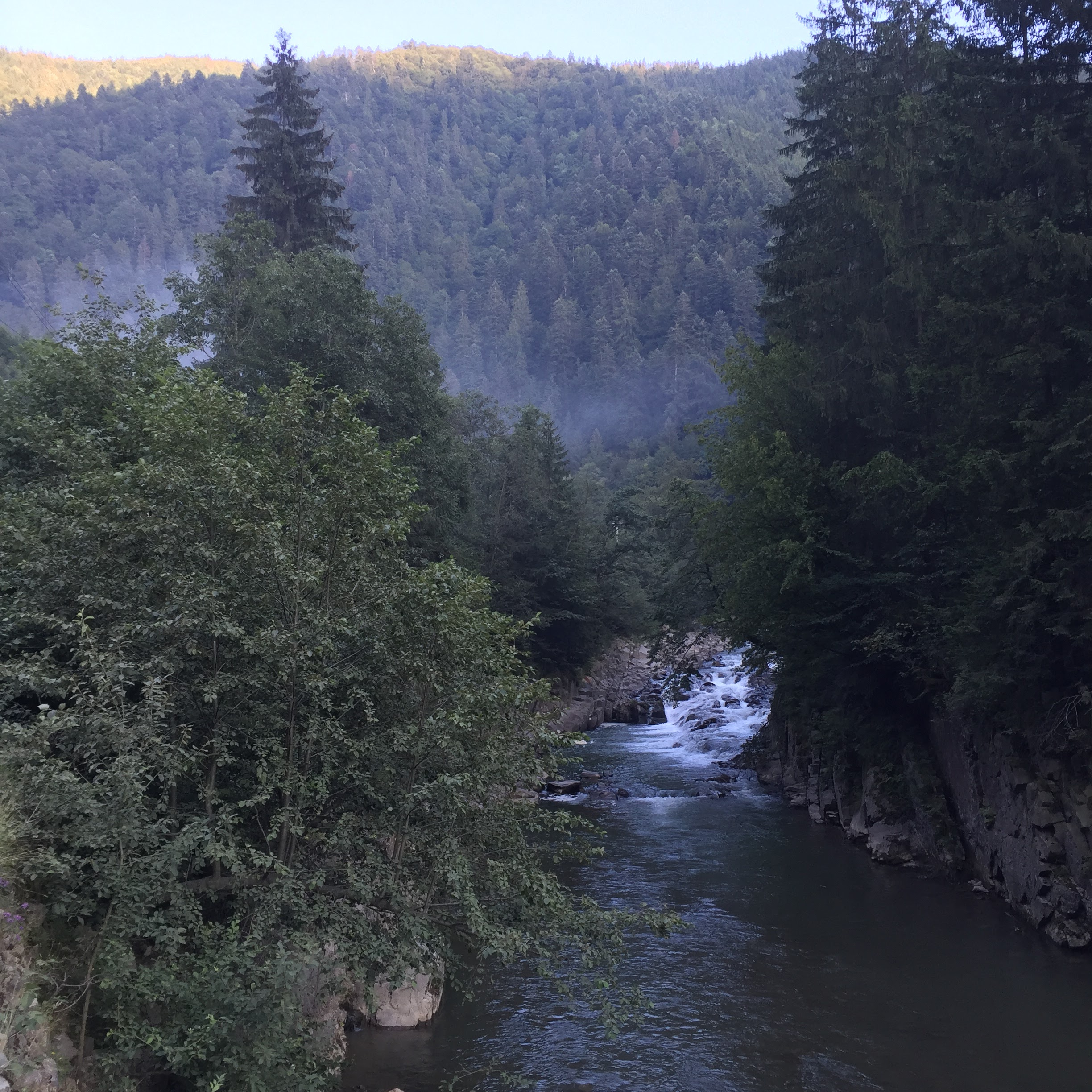
Місцевий водоспад Гук
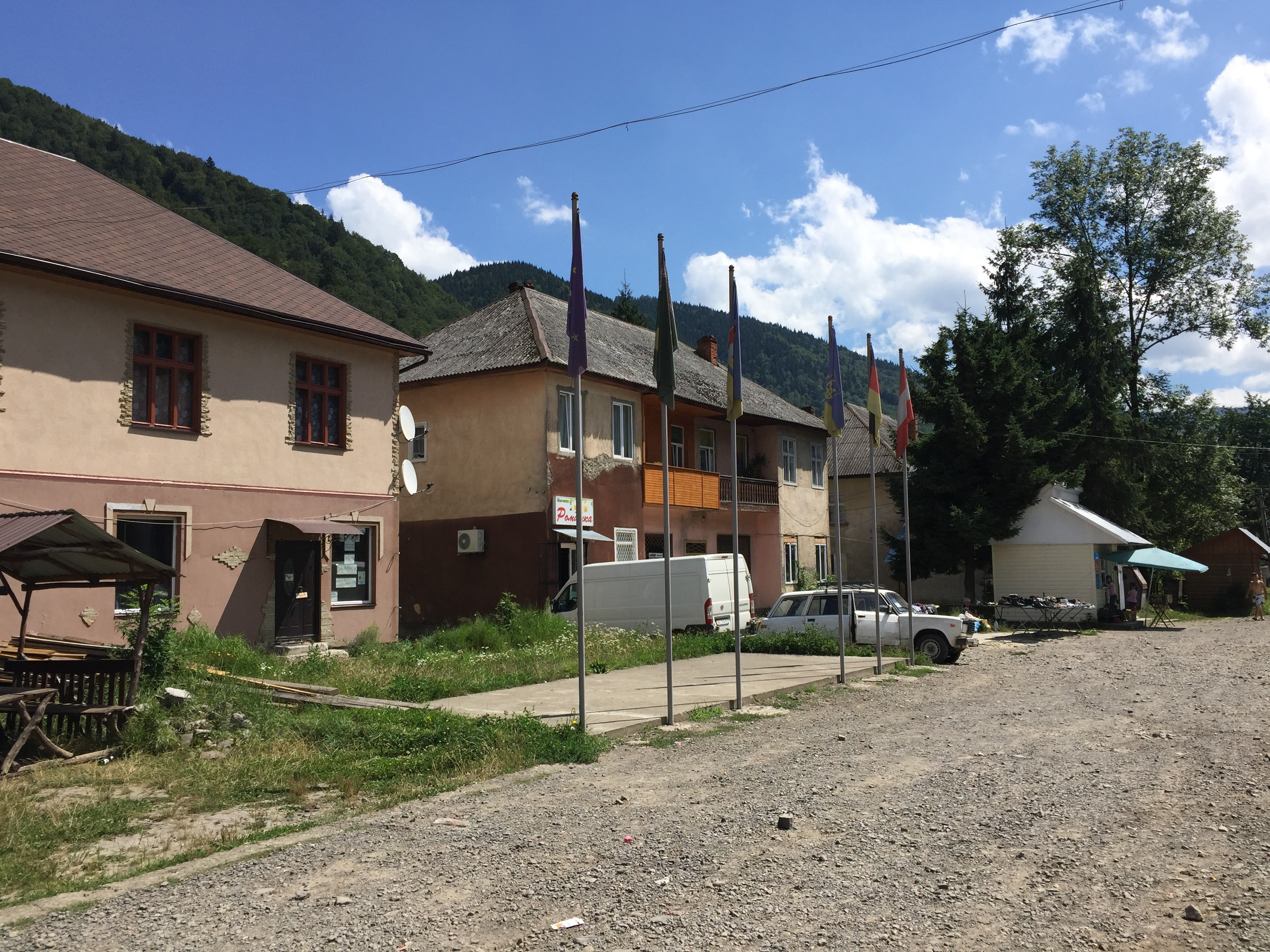
Центр села Усть-Чорна
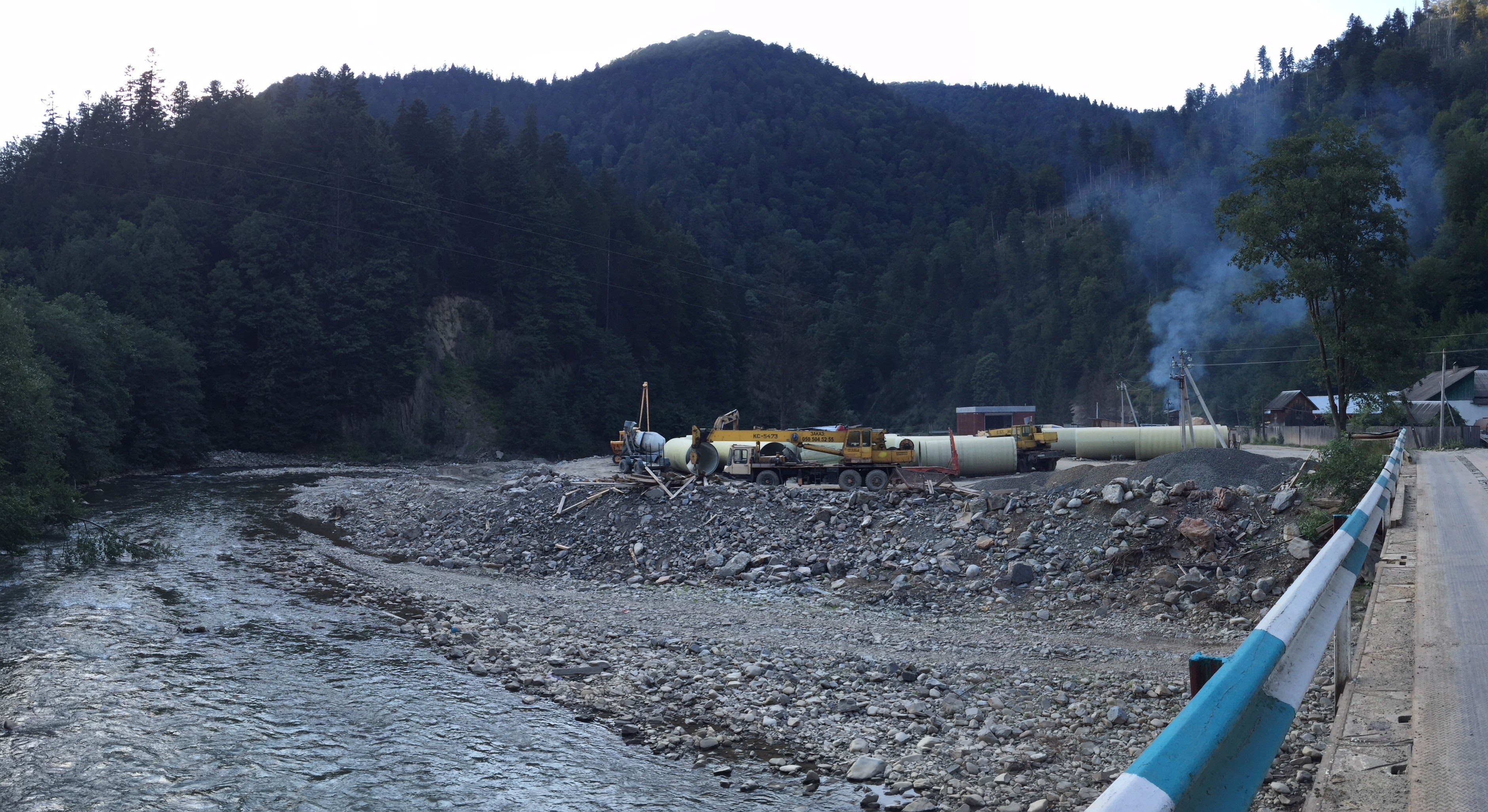
Місце побудови міні-ГЕС близ Усть-Чорної
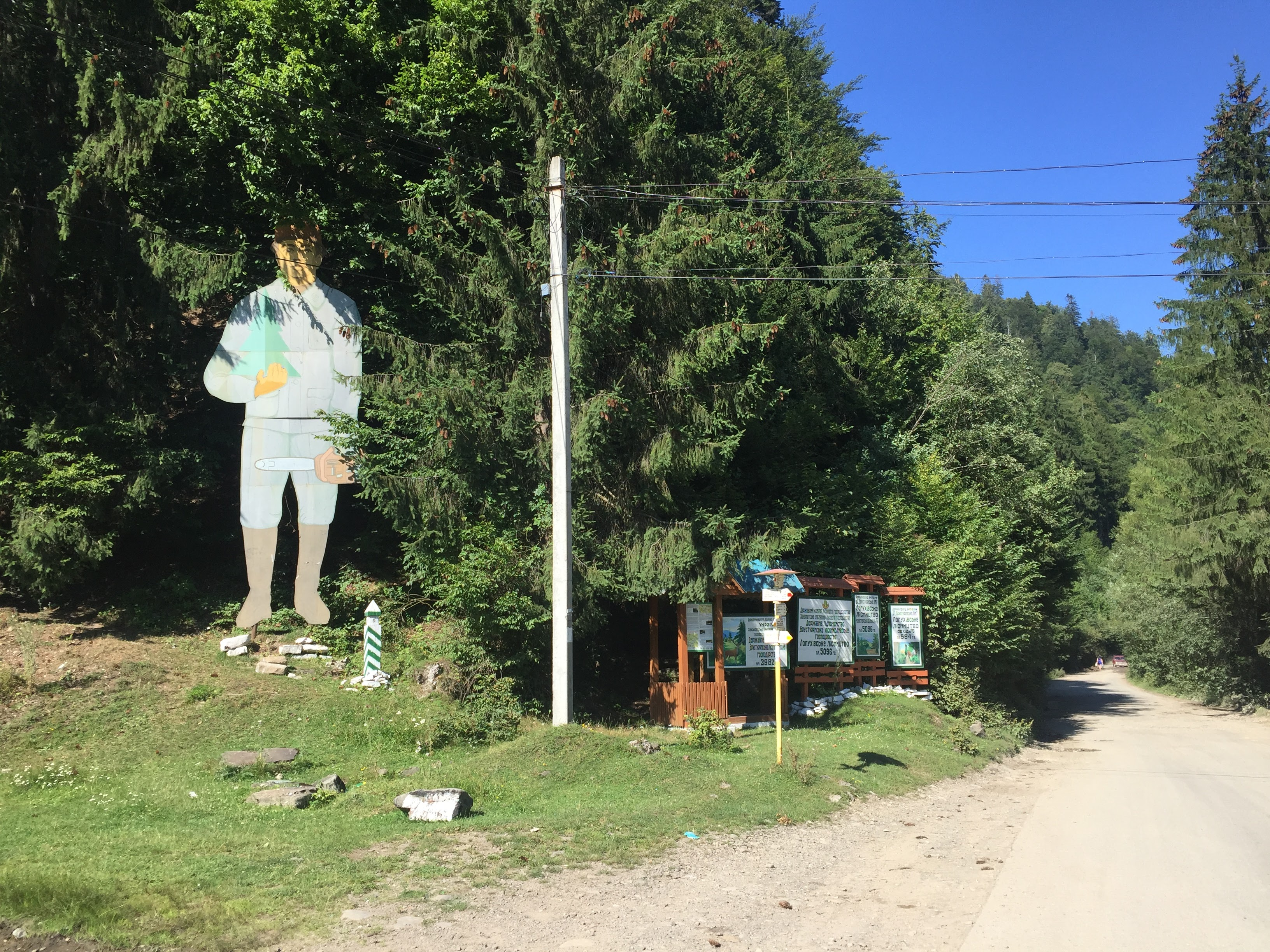
Металевий лісоруб - символ цих країв

## Відео
- Водоспад Гук в Усть-Чорній
- Вид на водоспад Гук
- Вид на околиці Усть-Чорної